# Liste großer Segelschiffe
Die Liste großer Segelschiffe enthält aktuelle und frühere Segelschiffe ab etwa 90 Metern Länge. Darüber hinaus sind auch einzelne Segler gelistet, die diese Länge nicht erreichen, sich aber aufgrund besonderer Merkmale oder ihrer Geschichte einen herausragenden Platz unter den Vertretern dieser Schiffsgattung gesichert haben.
Hinsichtlich der Definition ist es mitunter schwierig zu entscheiden, inwieweit es sich im Einzelfall eher um ein Segelschiff mit Hilfsantrieb oder aber ein Motorschiff mit Segeln handelt. Insofern blieben z. B. die größten Motorsegler, Wind Surf und Club Med 2, für diese Liste außer Betrachtung. Zu den strittigen Fällen zählt auch die unten aufgeführte Sailing Yacht A (SY A), die trotz ihrer Namensgebung nicht von allen Experten einheitlich als echtes Segelschiff eingeordnet wird. Indes verfügen alle aktuell in Fahrt befindlichen Großsegler über einen Hilfsmotor, wobei die Krusenstern insofern eine Ausnahme bildet, als sie zumindest zeitweilig – nämlich solange sie unter deutscher Flagge fuhr – ohne Motorisierung auskam.
Als Parameter für die „Größe“ eines Schiffes wird vielfach der umbaute Raum herangezogen. Allerdings gibt es hier das Problem, dass wir es mit zwei verschiedenen Messsystemen (BRT und BRZ) zu tun haben, die nur bedingt miteinander vergleichbar sind. Darüber hinaus werden die Kriterien für die Raumvermessung bei Fracht- und Passagierschiffen unterschiedlich gehandhabt und haben sich obendrein im Laufe der Zeit immer wieder geändert. Insofern lässt sich aus den angegebenen Vermessungsdaten keine zuverlässige Reihenfolge für die Größe der Schiffe ableiten. Trotz dieser Einschränkungen kann man sagen, dass die Golden Horizon das mit Abstand größte je gebaute Segelschiff ist, gefolgt von ihrem Vorbild, der France (II).

## Besonderheiten und Rekorde
In Bezug auf die Wasserverdrängung war die Preußen der Spitzenreiter unter den historischen Windjammern, wurde inzwischen jedoch von der SY A abgelöst. Hinsichtlich der Segelfläche ist die Preußen bis heute unübertroffen. Auch war sie der größte je gebaute Rahsegler, der nie über einen Hilfsantrieb verfügte. Sie und ihr etwas kleinerer Nachbau Royal Clipper sind die einzigen Fünfmast-Vollschiffe, die die Meere befahren haben.
Was die Zahl der Masten angeht, so blieb die 1902 in den USA gebaute Thomas W. Lawson der einzige Siebenmaster unter den Großsegelschiffen (freilich wiesen die Schiffe des spätmittelalterlichen chinesischen Admirals Zheng He angeblich bis zu neun Masten auf, diese Schiffe waren aber nach dem Urteil der meisten Fachleute wesentlich kürzer als die hier aufgeführten). Fünf Schiffe wurden (von vornherein) als Sechsmaster gebaut, von denen zwei, nämlich die Great Eastern und die Great Britain, eher als Dampfschiffe mit Segeln anzusprechen und daher hier nicht aufgeführt sind. Zwei weitere Sechsmaster waren ursprünglich als Viermastrahsegler gebaut worden, ehe später der Umbau zu Sechsmastbarkentinen erfolgte: Das eine dieser Schiffe, die E. R. Sterling, ist auch insofern bemerkenswert, als es das erste mit Funk ausgestattete Segelschiff der Welt war. Gleich zweimal umgeriggt wurde die ursprüngliche Hans (später Mary Dollar, Tango, Cidade do Porto), die die weitaus längste Zeit ihres 44-jährigen Bestehens als Viermastbark fuhr, nach zwischenzeitlichem Aufliegen als Sechsmastbarkentine neu getakelt wurde und schließlich als 6-Mast-Schoner endete. In mehrfacher Hinsicht herausragend ist auch die US-amerikanische Great Republic, eines der ältesten Schiffe der Liste; es ist bis heute der größte je gebaute Viermaster und zudem das größte je gebaute Holzschiff. Sie wurde nach ihrer Verholfahrt im Dezember 1853 beim Beladen zur Jungfernfahrt durch einen Brand schwer beschädigt, beim Neuaufbau um das oberste Deck reduziert und kam 1855 mit dann kleineren Maßen in Fahrt. Nach Entfernung des Besanmastes fuhr sie ab 1861 als Dreimastvollschiff und war damit auch für lange Zeit der größte Dreimaster.
Die Peter Rickmers war das einzige Viermastvollschiff, das an allen Masten Skysegel (also jeweils 7 Segel) führte.
Herausgestellt seien auch einige Schiffe, die mit besonderen Geschwindigkeitsleistungen von sich reden machten, so die Priwall, die bis heute den Weltrekord für eine Ost-West-Umrundung von Kap Hoorn hält (5 Tage 14 Stunden vom und zum 50. Breitengrad). Die Potosi hatte mit 376 Seemeilen lange den Etmal-Weltrekord für Windjammer inne, ehe sie schließlich von der Preußen übertroffen wurde, deren bestes Etmal bei 426 Seemeilen lag. Letztere wies neben der Herzogin Cecilie auch die größte (kurzfristig) gemessene Geschwindigkeit unter den Windjammern auf (20,5 bzw. 20,75 kn). Noch schneller als die Windjammer waren indes die Klipper, die freilich nur einen Bruchteil von deren Ladekapazität aufwiesen; so stellte die amerikanische Champion of the Seas bereits im Jahr 1854 mit 22 Knoten den bis heute gültigen Geschwindigkeits-Weltrekord für Großsegler auf; ihr Schwesterschiff Sovereign of the Seas setzte im selben Jahr mit 465 Seemeilen die ebenfalls bis heute gültige Etmal-Bestmarke für Großsegler, die zugleich bis 1984 der absolute Weltrekord für alle Segelschiffe war.

## Liste
Die Grundsortierung nach der Schiffslänge kann vom Benutzer durch Klicken auf die Spaltenköpfe nach allen klassifizierenden Daten geändert werden, zum Beispiel nach der Verdrängung, Segelfläche, Takelage, Breite oder Länge über alles (Lüa) inkl. Klüverbaum. (Segelschiffslängen in der Literatur beziehen sich oftmals auf die „Länge an Deck“ [LaD] oder die Rumpflänge.) Unter „Zeitraum“ ist diejenige Spanne zu verstehen, in der das Schiff aktiv in Fahrt war (bzw. ist), wobei eventuelle vorübergehende Aufliegezeiten nicht berücksichtigt wurden. Einzelne Schiffe der Liste (Werner Vinnen, Christel Vinnen und Susanne Vinnen) wurden im Laufe ihrer Dienstzeit abgetakelt und zu Motorschiffen umgebaut. In diesen Fällen ist der Zeitpunkt der Abtakelung angegeben und mit einem nachgestellten „>“ gekennzeichnet. Im umgekehrten Fall, wenn ein Dampfschiff zu einem Segler umgebaut wurde (City of Sydney), wurde sinngemäß verfahren und dies durch ein vorangestelltes „<“ gekennzeichnet.
Bei Schiffen, die im Laufe der Zeit umbenannt wurden, ist zuerst der letzte Name genannt, dann folgen, mit „ex“ gekennzeichnet, in umgekehrt chronologischer Reihenfolge die weiteren Namen. Die Angabe Aux. steht für Auxiliarsegler; sie ist eingeklammert, wenn der Hilfsantrieb nicht während der gesamten Fahrzeit des Schiffes verfügbar war, sondern später aus- oder eingebaut wurde.
Heute noch fahrende oder zumindest fahrbereite Windjammer sind in der Tabelle gelb hervorgehoben, rot solche, die zwar nicht mehr in Fahrt sind, aber weiterhin als Museums-, Hotel- oder Restaurantschiffe genutzt werden.
| Schiffsname                                                                    | Länge ü. a. (m) | Breite (m) | Verdrängung (t) | Vermessung         | Segelfläche (m²)       | Zeitraum         | Takelage                                                             | Werft                                                                                 | Anmerkung                                                                     |
| ------------------------------------------------------------------------------ | --------------- | ---------- | --------------- | ------------------ | ---------------------- | ---------------- | -------------------------------------------------------------------- | ------------------------------------------------------------------------------------- | ----------------------------------------------------------------------------- |
| Golden Horizon ex Flying Clipper                                               | 162,20          | 18,50      | 8.440           | 8.770 BRZ          | 6.347                  | 2019–            | 5-Mast-Bark Aux.                                                     | Brodosplit, Split (Kroatien)                                                          | Kreuzfahrtschiff (derzeit aufgelegt), nach dem Vorbild der France (II)        |
| Preußen                                                                        | 147             | 16,34      | 11.150          | 5.081 BRT          | 6.806                  | 1902–1910        | 5-Mast-Vollschiff                                                    | Joh. C. Tecklenborg, Geestemünde                                                      | Größte Wasserverdrängung und größte Segelfläche aller Segler                  |
| France (II)                                                                    | 146,50          | 16,90      | 10.710          | 5.633 BRT          | 6.350                  | 1911–1922        | 5-Mast-Bark (Aux. bis 1919)                                          | Chantiers et Ateliers de la Gironde, Bordeaux                                         | Größter je gebauter Frachtsegler                                              |
| Neath ex R. C. Rickmers                                                        | 146             | 16,3       | 10.500          | 5.548 BRT          | 6.045                  | 1906–1917        | 5-Mast-Bark (Aux., Dampf)                                            | Rickmers Reismühlen, Rhederei und Schiffbau, Bremerhaven                              |                                                                               |
| Sailing Yacht A ex White Pearl                                                 | 142,81          | 24,88      | 12.700          | 11.997 BRZ         | 3.747                  | 2014–            | 3-Mast-Schoner Aux.                                                  | Nobiskrug, Rendsburg                                                                  | Privatyacht (derzeit nicht in Fahrt)                                          |
| Thomas W. Lawson                                                               | 140,10          | 15,25      | 10.860          | 5.218 BRT          | 4.330                  | 1902–1908        | 7-Mast-Gaffelschoner                                                 | Fore River Shipyard, Quincy (Mass.)                                                   |                                                                               |
| Sea Cloud Spirit                                                               | 138             | 17,20      | 4.836           | 5.431 BRZ          | 5.431                  | 2021–            | 3-Mast-Vollschiff                                                    | Factoria de Naval Marin / Metalships & Docks, Vigo                                    | Kreuzfahrtschiff                                                              |
| Wyoming                                                                        | 137             | 15         | 8.000           | 3.731 BRT          | 3.700                  | 1909–1924        | 6-Mast-Gaffelschoner (Holz)                                          | Percy & Small, Bath (Maine)                                                           | Längstes je gebautes Holzschiff                                               |
| Maria Rickmers                                                                 | 135             | 14,6       | 8.900           | 3.822 BRT          | 5.300                  | 1891–1892        | 5-Mast-Bark (Aux., Dampf)                                            | Russell & Co., Port Glasgow (Schottland)                                              |                                                                               |
| Potosi                                                                         | 133             | 15         | 8.580           | 4.026 BRT          | 5.250                  | 1895–1925        | 5-Mast-Bark                                                          | Joh. C. Tecklenborg, Geestemünde                                                      |                                                                               |
| France (I)                                                                     | 133             | 14,8       | 7.800           | 3.784 BRT          | 4.550                  | 1890–1901        | 5-Mast-Bark                                                          | D. & W. Henderson & Son, Partick (bei Glasgow)                                        |                                                                               |
| Royal Clipper                                                                  | 132,2           | 16         | 8.000 (ca.)     | 4.425 BRZ          | 5.050                  | 2000–            | 5-Mast-Vollschiff Aux.                                               | Werft Danzig Merwede Shipyard BV, Hardingxveld                                        | Kreuzfahrtschiff, nach dem Vorbild der Preußen                                |
| Koru                                                                           | 125             | 16,95      | 1.500           | 3.493 BRZ          |                        | 2023–            | 3-Mast-Schoner Aux.                                                  | Oceanco, Alblasserdam                                                                 | Privatyacht                                                                   |
| København                                                                      | 131,9           | 15         | 7.900           | 3.901 BRT          | 4.644                  | 1921–1928        | 5-Mast-Bark Aux.                                                     | Messrs. Ramage & Ferguson, Leith (Schottland)                                         |                                                                               |
| Edward B. Winslow                                                              | 129,5           | 15,20      | 3.424           |                    |                        | 1906―1917        | 6-Mast-Schoner (Holz)                                                | Percy & Small, Bath (Maine)                                                           |                                                                               |
| Edward J. Lawrence                                                             | 125             | 14,29      | 3.730           |                    |                        | 1908–1934        | 6-Mast-Schoner (Holz)                                                | Percy & Small, Bath (Maine)                                                           | Letzter jemals gebauter 6-Mast-Schoner                                        |
| Moshulu ex Kurt                                                                | 121,00          | 14,29      | 7.000           | 3.116 BRT          | 4.180                  | 1904–1940        | 4-Mast-Bark                                                          | William Hamilton & Co., Port Glasgow (Schottland)                                     | Restaurantschiff (Philadelphia, Pennsylvania)                                 |
| Cidade do Porto ex Hans                                                        | 121,00          | 14,29      | 7.000           | 3.102 BRT          | 4.180                  | 1904–1948        | 4-Mast-Bark / 6-Mast-Barkentine/ 6-Mast-Schoner                      | William Hamilton & Co., Port Glasgow (Schottland)                                     |                                                                               |
| Denmark ex Great Republic                                                      | 121             | 16,2       | 5.400           | 4.555 (3356) * BRT | 6.500 (5.400) *        | 1853–1872        | 4-Mast-Holzbark (Klipper)                                            | Donald McKay, East Boston (Mass.)                                                     | Nach umbautem Raum größtes je gebautes Holzschiff                             |
| Columbia ex City of Waco                                                       | 119,00          | 13,90      | 2.800           | 2.342 BRT          |                        | 1919–1927        | 5-Mast-Barkentine Aux. (Holz)                                        | International Shipbuilding Company, Orange (Texas)                                    |                                                                               |
| Peter Rickmers                                                                 | 118,66          | 13,56      | 7.000           | 2.926 BRT          | 4.104                  | 1889–1908        | 4-Mast-Vollschiff                                                    | Russell & Co., Port Glasgow (Schottland)                                              |                                                                               |
| Sedov ex Kommodore Johnsen ex Magdalene Vinnen II                              | 117,5           | 14,6       | 6.148           | 3.432 BRZ          | 4.192                  | 1921–            | 4-Mast-Bark Aux.                                                     | Friedrich Krupp Germaniawerft, Kiel                                                   | Schulschiff (Russland)                                                        |
| Herzogin Cecilie                                                               | 116             | 14,10      | 6.500           | 3.242 BRT          | 4.400                  | 1902–1936        | 4-Mast-Bark                                                          | Rickmers Reismühlen, Rhederei und Schiffbau, Bremerhaven                              |                                                                               |
| Lawhill                                                                        | 116             | 14         | 4.600           | 2.942 BRT          | 4.000                  | 1892–1948        | 4-Mast-Bark                                                          | W.B. Thompson & Co., (Dundee, Schottland)                                             |                                                                               |
| Unión                                                                          | 115,75          | 13,5       | 3.200           | 3.400 BRZ          | 4.324                  | 2016–            | 4-Mast-Bark Aux.                                                     | SIMA, Callao (Peru)                                                                   | Schulschiff (Peru)                                                            |
| Lautaro ex Priwall                                                             | 115,6           | 14,37      | 6.668           | 3.185 BRT          | 4.106                  | 1917–1945        | 4-Mast-Bark (Aux. ab 1941)                                           | Blohm & Voss, Hamburg                                                                 | Weltrekord für Kap-Hoorn-Umrundung                                            |
| Petschili                                                                      | 115,6           | 14,40      | 6.520           | 3.087 BRT          | 4.010                  | 1903–1919        | 4-Mast-Bark                                                          | Blohm & Voss, Hamburg                                                                 |                                                                               |
| Richelieu ex Pola                                                              | 115,6           | 14,37      | 6.668           | 3.104 BRT          | 4.100                  | 1916–1933        | 4-Mast-Bark                                                          | Blohm & Voss, Hamburg                                                                 |                                                                               |
| Star Clipper                                                                   | 115,50          | 15         | 2.566           | 2.298 BRZ          | 3.365                  | 1991–            | 4-Mast-Schonerbark Aux.                                              | Scheepswerven van Langerbrugge                                                        | Kreuzfahrtschiff                                                              |
| Star Flyer                                                                     | 115,50          | 15         | 2.566           | 2.298 BRZ          | 3.365                  | 1991–            | 4-Mast-Schonerbark Aux.                                              | Scheepswerven van Langerbrugge                                                        | Kreuzfahrtschiff                                                              |
| Pilotchry                                                                      | 115,37          | 13,78      | 6.530           | 3.088 BRT          | 4.300                  | 1894–1913        | 4-Mast-Bark                                                          | Alexander Stephen and Sons, Dundee (Schottland)                                       |                                                                               |
| Peking ex Arethusa II ex Pekin ex Arethusa II ex Peking                        | 115,0           | 14,40      | 6.280           | 3.100 BRT          | 4.100                  | 1911–1932        | 4-Mast-Bark                                                          | Blohm & Voss, Hamburg                                                                 | Schwesterschiff der Passat, Museumsschiff (Hamburg)                           |
| Passat                                                                         | 115,0           | 14,40      | 6.280           | 3.091 BRT          | 4.100                  | 1911–1957        | 4-Mast-Bark (Aux. ab 1951)                                           | Blohm & Voss, Hamburg                                                                 | Schwesterschiff der Peking, Museumsschiff (Lübeck-Travemünde)                 |
| Pangani                                                                        | 115,0           | 14,10      | 5.805           | 3.054 BRZ          | 4.100                  | 1903–1913        | 4-Mast-Bark                                                          | Joh. C. Tecklenborg, Geestemünde                                                      |                                                                               |
| Roanoke                                                                        | 114,5           | 14,9       | 4.800           | 3.539 BRT          | 5.000                  | 1892–1905        | 4-Mast-Holzbark                                                      | Arthur Sewall & Co., Bath, (Maine)                                                    |                                                                               |
| Krusenstern ex Padua                                                           | 114,5           | 14,4       | 6.400           | 3.141 BRZ          | 3.722                  | 1926–            | 4-Mast-Bark (Aux.)                                                   | Joh. C. Tecklenborg, Geestemünde                                                      | Schulschiff (Russland)                                                        |
| Pamir                                                                          | 114,5           | 14         | 6.350           | 3.020 BRT          | 3.800                  | 1905–1957        | 4-Mast-Bark (Aux. ab 1951)                                           | Blohm & Voss, Hamburg                                                                 |                                                                               |
| Juan Sebastián de Elcano                                                       | 113,10          | 13         | 3.670           | 2.478 BRZ          | 3.153                  | 1927–            | 4-Mast-Marstoppsegelschoner Aux.                                     | Echevarrieta y Larrinaga, Cádiz                                                       | Schulschiff (Spanien)                                                         |
| Esmeralda                                                                      | 113,10          | 13         | 3.673           | 2.400 BRZ          | 2.935                  | 1952–            | 4-Mast-Schonerbark Aux.                                              | Echevarrieta y Larrinaga, Cádiz                                                       | Schulschiff (Chile)                                                           |
| Optima ex Placilla                                                             | 113             | 15,24      | 6.500           | 2.895 BRT          | 3.700                  | 1892–1905        | 4-Mast-Bark                                                          | Joh. C. Tecklenborg, Geestemünde                                                      |                                                                               |
| Eleanor A. Percy                                                               | 111,2           | 15,24      |                 | 3.401 BRT          |                        | 1900–1919        | 6-Mast-Gaffelschoner                                                 | Percy & Small, Bath (Maine)                                                           |                                                                               |
| Bima Suci                                                                      | 111,2           | 13,65      | 1.800           | 1.220 BRZ          | 3.361                  | 2017-            | 3-Mast-Bark Aux.                                                     | Galangan Kapal Freire, Vigo                                                           | Schulschiff (Indonesien)                                                      |
| Baron of Renfrew                                                               | 110,8           | 18,59      |                 | 5.294 BRT          |                        | 1825             | 4-Mast-Bark (Holz)                                                   | Charles Wood, Quebec                                                                  | Einwegschiff                                                                  |
| Nippon Maru II                                                                 | 110,09          | 13,80      | 4.730           | 2.570 BRZ          | 2.760                  | 1984–            | 4-Mast-Bark Aux.                                                     | Sumitomo Heavy Industries, Yokosuka                                                   | Schulschiff (Japan)                                                           |
| Kaiwo Maru II                                                                  | 110,09          | 13,80      | 4.730           | 2.556 BRZ          | 2.760                  | 1989–            | 4-Mast-Bark Aux.                                                     | Kawasaki Heavy Industries, Kobe                                                       | Schulschiff (Japan)                                                           |
| El Mellah                                                                      | 110             | 14,5       |                 | 2.000 BRZ          | 3.000                  | 2017–            | 3-Mast-Vollschiff Aux.                                               | Remontowa, Danzig                                                                     | Schulschiff (Algerien)                                                        |
| Mir                                                                            | 109,60          | 13,8       | 2.385           | 2.257 BRZ          | 2.771                  | 1987–            | 3-Mast-Vollschiff Aux.                                               | Leninwerft, Danzig                                                                    | Schulschiff (Russland)                                                        |
| Sea Cloud ex Antarna ex Patria ex Angelita ex Hussar V                         | 109,50          | 14,9       | 3.430           | 2.523 BRZ          | 3.160                  | 1931–            | 4-Mast-Bark Aux.                                                     | Friedrich Krupp Germaniawerft, Kiel                                                   | Kreuzfahrtschiff                                                              |
| Pallada                                                                        | 109,40          | 13,8       | 2.284           | 2.257 BRZ          | 2.771                  | 1989–            | 3-Mast-Vollschiff Aux.                                               | Leninwerft, Danzig                                                                    | Schulschiff (Russland)                                                        |
| Nadezha                                                                        | 109,40          | 13,8       | 2.984           | 2.257 BRZ          | 2.771                  | 1991–            | 3-Mast-Vollschiff Aux.                                               | Werft Danzig                                                                          | Schulschiff (Russland)                                                        |
| Dar Młodzieży                                                                  | 108,82          | 13,94      | 2.946           | 2.255 BRZ          | 3.015 (2936)           | 1982–            | 3-Mast-Vollschiff Aux.                                               | Leninwerft, Danzig                                                                    | Schulschiff (Polen)                                                           |
| Druzba                                                                         | 108,60          | 13,8       | 2.264           | 2.257 BRZ          | 2.771                  | 1987–            | 3-Mast-Vollschiff Aux.                                               | Leninwerft, Danzig                                                                    | Schulschiff (Ukraine)                                                         |
| Khersones                                                                      | 108,60          | 14         | 2.986           | 2.284 BRZ          | 2.771                  | 1989–            | 3-Mast-Vollschiff Aux.                                               | Leninwerft, Danzig                                                                    | Schulschiff (Russland)                                                        |
| Viking                                                                         | 108             | 13,9       | 1.390           | 2.959 BRT          | 3.690                  | 1906–1939        | 4-Mast-Bark                                                          | Burmeister & Wains, Kopenhagen                                                        | Hotelschiff (Göteborg, Schweden)                                              |
| Columbus                                                                       | 107,4           | 15,4       |                 | 3.690 BRT          |                        | 1824–1825        | 4-Mast-Einweg-Bark                                                   | Charles Wood, Anse-du-Fort, Quebec                                                    |                                                                               |
| Perkeo ex Brilliant                                                            | 107,4           | 14,95      |                 | 3.765 BRT          |                        | 1902–1916        | 4-Mast-Bark                                                          | Russel & Co., Port Glasgow (Schottland)                                               |                                                                               |
| Tangara ex Daylight                                                            | 107,1           | 14,95      |                 | 3.756 BRT          | 3.751                  | 1902–1954        | 4-Mast-Bark (Aux.)                                                   | Russel & Co., Port Glasgow (Schottland)                                               |                                                                               |
| City of Sydney                                                                 | 107,30          |            |                 | 2.903 BRT          |                        | (1875)<1918–1930 | 6-Mast-Barkentine                                                    | John Roach and Sons, Chester (Pennsylvania)                                           |                                                                               |
| Black Pearl                                                                    | 106,80          | 15,00      | 2.986           | 2.864 BRZ          | 2.877                  | 2017–            | 3-Mast-Vollschiff (Dyna-Rigg) Aux.                                   | Oceanco, Alblasserdam                                                                 | Privatyacht                                                                   |
| Pommern ex Mneme                                                               | 106,5           | 13,20      |                 | 2.376 BRT          | 3.240                  | 1903–1945        | 4-Mast-Bark                                                          | J. Reid & Co., Glasgow (Schottland)                                                   | Museumsschiff (Mariehamn, Finnland)                                           |
| Sea Cloud II                                                                   | 105,9           | 16         | 1.154           | 3.849 BRZ          | 3.000                  | 1999–            | 3-Mast-Bark Aux.                                                     | Astilleros Gondan                                                                     |                                                                               |
| Rappahannock                                                                   | 105,8           | 13,73      | 3.185           | 3.054 BRT          |                        | 1889–1891        | 3-Mast-Vollschiff                                                    | Arthur Sewall & Co., Bath (Maine)                                                     |                                                                               |
| Libertad                                                                       | 103,7           | 14,31      | 3.765           |                    | 2.543                  | 1956–            | 3-Mast-Vollschiff Aux.                                               | Astilleros Río Santiago                                                               | Schulschiff (Argentinien)                                                     |
| Delaware Sun ex William L. Douglas                                             | 103             | 14,6       |                 | 3.470 NRT          | 3.345                  | 1903–1917        | 6-Mast-Schoner                                                       | Fore River Ship & Engine Building Co., Quincy (Mass.)                                 |                                                                               |
| Kommandør Svend Foyn ex William D. Lawrence                                    | 102             | 14,6       | 2.315           | 2.459 BRT          |                        | 1874–1897        | 3-Mast-Vollschiff                                                    | William D. Lawrence Shipyard, Maitland, Nova Scotia                                   |                                                                               |
| Amerigo Vespucci                                                               | 100,6           | 15,56      | 4.146           | 3.545 BRT          | 2.580                  | 1931–            | 3-Mast-Vollschiff Aux.                                               | Castellammare di Stabia, Neapel                                                       | Schulschiff (Italien)                                                         |
| William Dollar ex Alsterberg                                                   | 100,6           | 14,32      |                 | 3.239 BRT          |                        | 1902–1921        | 4-Mast-Bark                                                          | A. McMillan & Son, Dumbarton (Schottland)                                             |                                                                               |
| Speedonia ex Urania                                                            | 100,58          | 14,32      |                 | 3.265 BRT          |                        | 1902–1917>       | 4-Mast-Bark                                                          | A. McMillan & Son, Dumbarton (Schottland)                                             |                                                                               |
| Parma ex Arrow                                                                 | 99,84           | 14,14      |                 | 3.090 BRT          | 2.926                  | 1902–1936        | 4-Mast-Bark                                                          | A.Rodger & Co., Port Glasgow (Schottland)                                             |                                                                               |
| Wavertree ex Southgate                                                         | 99,10           | 12,20      |                 | 2.170 BRT          | 2.926                  | 1885–1910        | 3-Mast-Vollschiff                                                    | Oswald Mordaunt & Co., Southampton (England)                                          | Größtes erhaltenes eisernes Vollschiff                                        |
| Janet Dollar ex Eclipse                                                        | 99,56           | 14,12      |                 | 3.090 BRT          |                        | 1902–1924        | 4-Mast-Bark                                                          | A. Rodger & Co., Port Glasgow (Schottland)                                            |                                                                               |
| George W. Wells                                                                | 99              |            | 2.970           |                    |                        | 1900–1913        | 6-Mast-Schoner (Holz)                                                | Holly M. Bean Shipyard, Camden (Maine)                                                |                                                                               |
| Italia                                                                         | 98,80           | 14,54      |                 | 3.109 BRT          |                        | 1903–1908        | 4-Mast-Bark                                                          | Cantieri Navali di Muggiano, La Spezia                                                |                                                                               |
| Faulconnier ex Wilhelm Tell                                                    | 98,45           | 14,37      |                 | 3.107 BRT          |                        | 1891–1921        | 4-Mast-Bark                                                          | Ramage & Ferguson, Leith, (Schottland)                                                |                                                                               |
| Falls of Clyde                                                                 | 98,45           | 12,2       | 1.840           | 1.809 BRT          | 3.400                  | 1878–1921        | 4-Mast-Vollschiff                                                    | Russell & Co., Port Glasgow (Schottland)                                              | Museumsschiff (Honolulu, Hawaii), einziges erhaltenes 4-Mast-Vollschiff       |
| Statsraad Lehmkuhl ex Großherzog Friedrich August                              | 98,00           | 12,6       | 1.701           | 1.516 BRZ          | 2.026                  | 1914–            | 3-Mast-Bark Aux.                                                     | Joh. C. Tecklenborg, Geestemünde                                                      | Schulschiff (Norwegen)                                                        |
| Carl Vinnen                                                                    | 97,30           | 13,45      | 3.750           | 1.827 BRT          | 2.320                  | 1922–1953        | 5-Mast-Toppsegelschoner Aux.                                         | Friedrich Krupp Germaniawerft, Kiel                                                   |                                                                               |
| Werner Vinnen                                                                  | 97,30           | 13,45      | 3.750           | 1.827 BRT          | 2.320                  | 1922–1932>       | 5-Mast-Toppsegelschoner Aux.                                         | Friedrich Krupp Germaniawerft, Kiel                                                   |                                                                               |
| Christel Vinnen                                                                | 97,30           | 13,45      | 3.750           | 1.827 BRT          | 2.320                  | 1922–1934>       | 5-Mast-Toppsegelschoner Aux.                                         | Friedrich Krupp Germaniawerft, Kiel                                                   |                                                                               |
| Imperatore ex Susanne Vinnen                                                   | 97,30           | 13,45      | 3.750           | 1.827 BRT          | 2.320                  | 1922–1946>       | 5-Mast-Toppsegelschoner Aux.                                         | Friedrich Krupp Germaniawerft, Kiel                                                   |                                                                               |
| Adolf Vinnen                                                                   | 97,30           | 13,45      | 3.750           | 1.827 BRT          | 2.320                  | 1922             | 5-Mast-Toppsegelschoner Aux.                                         | Friedrich Krupp Germaniawerft, Kiel                                                   |                                                                               |
| Nippon Maru                                                                    | 97,00           | 13,0       | 4.343           | 2.285 BRT          | 2.397                  | 1930–1984        | 4-Mast-Bark Aux.                                                     | Kawasaki Heavy Industries, Kobe                                                       |                                                                               |
| Kaiwo Maru                                                                     | 97,00           | 12,9       | 4.343           | 2.284 BRT          | 2.397                  | 1930–1989        | 4-Mast-Bark Aux.                                                     | Kawasaki Heavy Industries, Kobe                                                       |                                                                               |
| Rickmer Rickmers ex Santo André ex Sagres ex Flores ex Max ex Rickmer Rickmers | 97,0            | 12,91      |                 | 2.007 BRT          | 3.500 (als Vollschiff) | 1896–1962        | 3-Mast-Vollschiff, ab 1904 Bark (Aux)                                | Rickmers Reismühlen, Rhederei und Schiffbau, Bremerhaven                              | Museumsschiff (Hamburg)                                                       |
| Valparaiso                                                                     | 95,55           | 13,73      | 2.435           | 3.206 BRT          |                        | 1902–1927        | 4-Mast-Bark                                                          | Chantiers de France, Dünkirchen                                                       |                                                                               |
| Dumfriesshire                                                                  | 95,55           | 12,82      | 2.435           | 2.622 BRT          | 1.600                  | 1890–1915        | 4-Mast-Bark                                                          | Russel & Co., Port Glasgow (Schottland)                                               |                                                                               |
| Antonin                                                                        | 95,52           | 13,71      | 2.435           | 3.204 BRT          |                        | 1902–1917        | 4-Mast-Bark                                                          | Chantiers de France, Dünkirchen                                                       |                                                                               |
| Pinmore                                                                        | 95,52           | 13,71      | 2.266           | 2.731 BRT          |                        | 1882–1917        | 4-Mast-Vollschiff, ab 1885 4-Mast-Bark                               | John Reid & Co, Port Glasgow (Schottland)                                             |                                                                               |
| John Ena                                                                       | 95,31           | 14,65      |                 | 2.842 BRT          |                        | 1892–1934        | 4-Mast-Bark                                                          | Robert Duncan and Company, Port Glasgow (Schottland)                                  |                                                                               |
| E.R. Sterling ex Lord Wolseley                                                 | 93,9            | 13         |                 | 2.577 BRT          | 1.600                  | 1883–1928        | 4-Mast-Bark / 6-Mast-Barkentine                                      | Harland & Wolff, Belfast (Nordirland)                                                 |                                                                               |
| Constitution                                                                   | 93              | 13,30      | 2.200           | 1.576 BRT          | 3.968                  | 1797–            | 3-Mast-Vollschiff (Holz)                                             | Edmund Hartt's Shipyard, Boston (Mass.)                                               | Museumsschiff, ältestes seetüchtiges Kriegsschiff der Welt                    |
| Eos                                                                            | 92,9            | 13,5       |                 | 1.500 BRZ          | 3.600                  | 2006–            | 3-Mast-Schoner Aux.                                                  | Lürssen, Bremen                                                                       | Privatyacht                                                                   |
| Balclutha ex Pacific Queen ex Star of Alaska ex Balclutha                      | 91,50           | 11,7       | 1.840           | 1.689 BRT          | 1.900                  | 1878–1921        | 3-Mast-Vollschiff                                                    | Charles Connell & Co., Glasgow (Schottland)                                           | Museumsschiff (San Francisco, Kalifornien, USA)                               |
| Cuauhtémoc                                                                     | 90,5            | 12,0       | 1.800           |                    | 2.368                  | 1982–            | 3-Mast-Bark Aux.                                                     | Celaya, Bilbao (Spanien)                                                              | Schulschiff (Mexiko), nach dem Vorbild der Gorch Fock (I)                     |
| Athena                                                                         | 90,0            | 12,2       | 1.126           |                    | 2.623                  | 2004–            | 3-Mast-Schoner Aux.                                                  | Royal Huismann Shipyard, Vollenhove                                                   | Privatyacht                                                                   |
| Gorch Fock (II)                                                                | 89,32           | 12,0       | 2.006           | 1.332 BRZ          | 2.037                  | 1958–            | 3-Mast-Bark Aux.                                                     | Blohm & Voss, Hamburg                                                                 | Schulschiff (Deutschland), Schwesterschiff der Gorch Fock (I)                 |
| Eagle ex Horst Wessel                                                          | 89,0            | 12,0       | 1.750           |                    | 2.070                  | 1936–            | 3-Mast-Bark Aux.                                                     | Blohm & Voss, Hamburg                                                                 | Schulschiff (USA), Schwesterschiff der Gorch Fock (I)                         |
| Sagres ex Guanabara ex Albert Leo Schlageter                                   | 89,0            | 12,0       | 1.940           |                    | 1.979                  | 1938–            | 3-Mast-Bark Aux.                                                     | Blohm & Voss, Hamburg                                                                 | Schulschiff (Portugal), Schwesterschiff der Gorch Fock (I)                    |
| Pedro Nunes ex Thermopylae                                                     | 88,4            | 11,7       | 1.970           | 991 BRT            |                        | 1868–1897        | 3-Mast-Vollschiff, ab 1896 Bark, Klipper (Holz)                      | Walter Hood & Co., Aberdeen (Schottland)                                              |                                                                               |
| Maltese Falcon                                                                 | 87,35           | 12,46      | 1.240           | 1110 BRZ           |                        | 2006–            | 3-Mast-Vollschiff (Dyna-Rigg)                                        | Perini Navi, Istanbul/Viareggio (Toskana)                                             | Erster Großsegler mit Dyna-Rigg                                               |
| Schulschiff Deutschland                                                        | 86,2            | 12,0       | 1.257           |                    | 1.950                  | 1927–1970        | 3-Mast-Vollschiff                                                    | Blohm & Voss, Hamburg                                                                 | Museumsschiff (Bremerhaven)                                                   |
| Aquijo                                                                         | 86              | 14,48      |                 | 1.538              | 5.872                  | 2016–            | Ketsch                                                               | Oceano, Alblasserdam Vitters, Zwartsluis                                              | Privatyacht, größte Ketsch der Welt                                           |
| Cutty Sark ex Ferreira ex Maria do Amparo ex Cutty Sark                        | 85,35           | 11,00      | 1.970           | 963 BRT            | 3.000                  | 1869–1954        | 3-Mast-Vollschiff (1916/17 vorübergehend Barkentine); Klipper (Holz) | Scott & Linton, Dumbarton (Schottland)                                                | Museumsschiff (London)                                                        |
| Admiral Karpfanger ex L'Avenir                                                 | 84,8            | 13,6       |                 | 2.853 BRT          | 3.100                  | 1908–1938        | 4-Mast-Bark                                                          | Rickmers Reismühlen, Rhederei und Schiffbau, Bremerhaven                              | Schulschiff (Belgien, Deutschland); im Südpazifik verschollen                 |
| Champion of the Seas                                                           | 83,9            | 13,9       |                 | 2.447 BRT          | 5.230                  | 1854–1877        | 3-Mast-Vollschiff (Klipper)                                          | Donald McKay, East Boston (Mass.)                                                     | Etmal-Weltrekord für Großsegler; vor Kap Hoorn gesunken                       |
| Seeadler ex Walter ex Pass of Balmaha                                          | 83,50           | 11,80      | 4.500           | 1.571 BRT          | 2.600                  | 1888–1917        | 3-Mast-Vollschiff (Aux.)                                             | Robert Duncan and Company, Port Glasgow (Schottland) Joh. C. Tecklenburg, Geestemünde | Letzter Großsegler im Kriegseinsatz                                           |
| Simón Bolívar                                                                  | 82,4            | 10,6       | 1.260           |                    | 1.650                  | 1982–            | 3-Mast-Bark Aux.                                                     | Celaya, Bilbao (Spanien)                                                              | Schulschiff (Venezuela), nach dem Vorbild der Gorch Fock (I)                  |
| Gorch Fock (I) ex Towarischtsch ex Gorch Fock                                  | 82,1            | 12,0       | 1.500           |                    | 1.797                  | 1933–1995        | 3-Mast-Bark Aux.                                                     | Blohm & Voss, Hamburg                                                                 | Museumsschiff (Stralsund), ehemaliges Schulschiff, Typschiff mehrerer Schiffe |
| Dar Pomorza ex Colbert ex Prinzeß Eitel Friedrich                              | 82,1            | 12,0       | 2.150           | 1.566 BRT          | 2.115                  | 1909–1982        | 3-Mast-Bark Aux.                                                     | Blohm & Voss, Hamburg                                                                 | Museumsschiff (Gdingen), ehemaliges Schulschiff                               |
| Guayas                                                                         | 81,5            | 12,6       | 1.250           | 934 BRT            |                        | 1977–            | 3-Mast-Bark Aux.                                                     | Celaya, Bilbao (Spanien)                                                              | Schulschiff (Ecuador), nach dem Vorbild der Gorch Fock (I)                    |
| Anemos                                                                         | 80,36           | 13         |                 | 1520 BRZ           | 2.500                  | 2024–            | 2-Mast-Schoner Aux.                                                  | Piriou, Giurgiu (Rumänien) und Concarneau (Frankreich)                                | Größtes Segel-Frachtschiff der Gegenwart                                      |
| Sovereign of the Seas                                                          | 78,7            | 13,9       |                 | 2.421 BRT          |                        | 1852–1859        | 3-Mast-Vollschiff (Klipper)                                          | Donald McKay, East Boston (Mass.)                                                     | Geschwindigkeitsrekord für Großsegler; gestrandet in der Straße von Malakka   |
| M5 ex Mirabella V                                                              | 77,6            | 14,82      | 765             | 2.421 BRT          | 2.791                  | 2004–            | Slup                                                                 | Vosper Thornycroft Shipyard, Southampton (England)                                    | Privatyacht, größter je gebauter Einmaster                                    |
| Gloria                                                                         | 76,0            | 10,6       | 1.300           |                    | 1.693                  | 1969–            | 3-Mast-Bark Aux.                                                     | Celaya, Bilbao (Spanien)                                                              | Schulschiff (Kolumbien), nach dem Vorbild der Gorch Fock (I)                  |
| Lightning                                                                      | 74,0            | 13,4       |                 | 2.084 BRT          |                        | 1854–1869        | 3-Mast-Vollschiff (Klipper)                                          | Donald McKay, East Boston (Mass.)                                                     | In Australien auf der Reede ausgebrannt, anschließend versenkt                |
| Mircea                                                                         | 74,0            | 12,0       | 1.500           |                    | 1.748                  | 1936–            | 3-Mast-Bark Aux.                                                     | Blohm & Voss, Hamburg                                                                 | Schulschiff (Rumänien), Schwesterschiff der Gorch Fock (I)                    |
| Victory                                                                        | 69,34           | 15,80      | 3.556           | 2.142 BRT          | 5.440                  | 1759–1831        | 3-Mast-Vollschiff (Holz)                                             | Chatham Dockyard, Chatham (England)                                                   | Museumsschiff, ältestes in Dienst befindliches Kriegsschiff der Welt          |

Anmerkungen:

## Bildergalerie

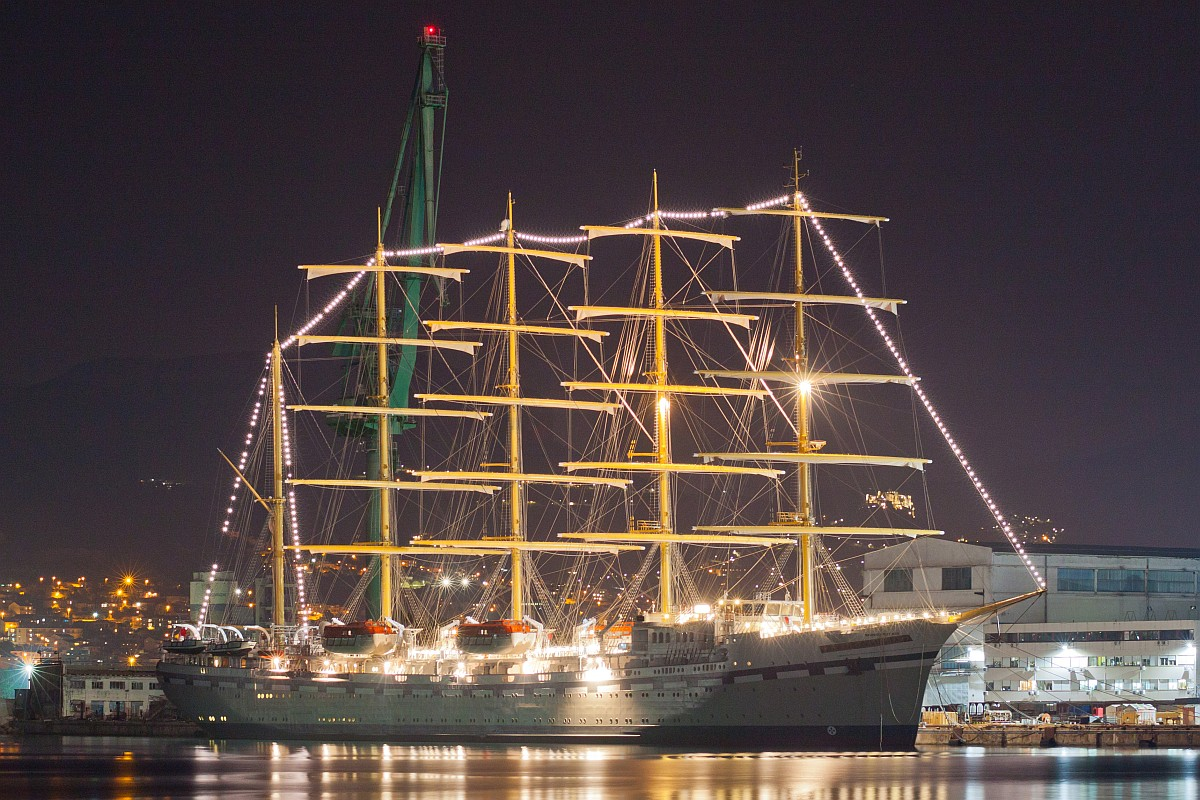
Die Golden Horizon auf der Reede vor der Bauwerft (2020)
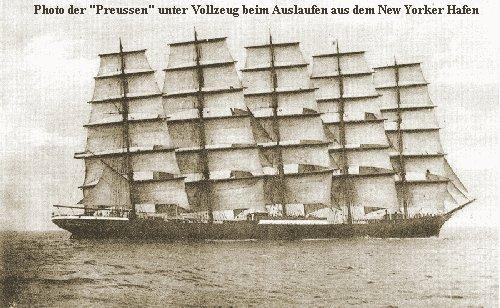
Preußen unter Vollzeug bei der Ausfahrt aus dem New Yorker Hafen (1908)
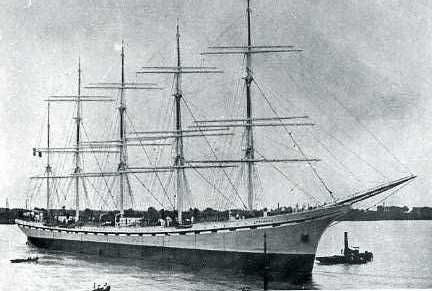
France II auf Reede in Bordeaux (1912)
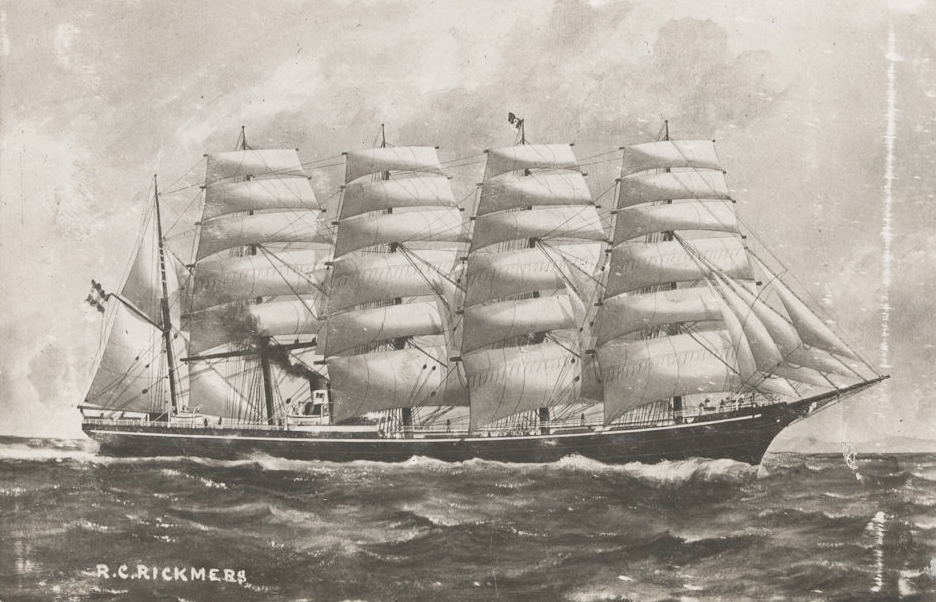
Die R. C. Rickmers (vor 1914)
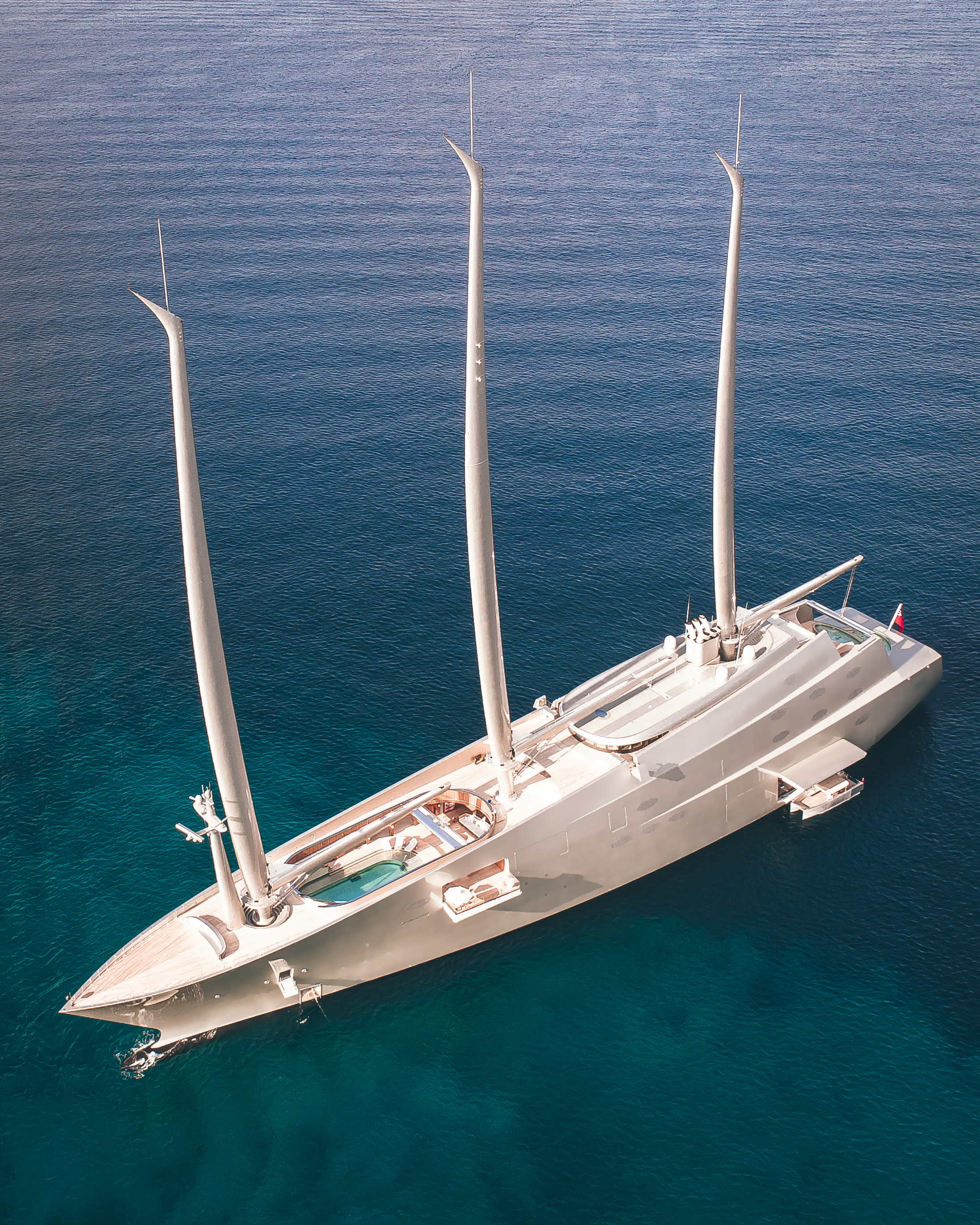
Die Sailing Yacht A (2017)
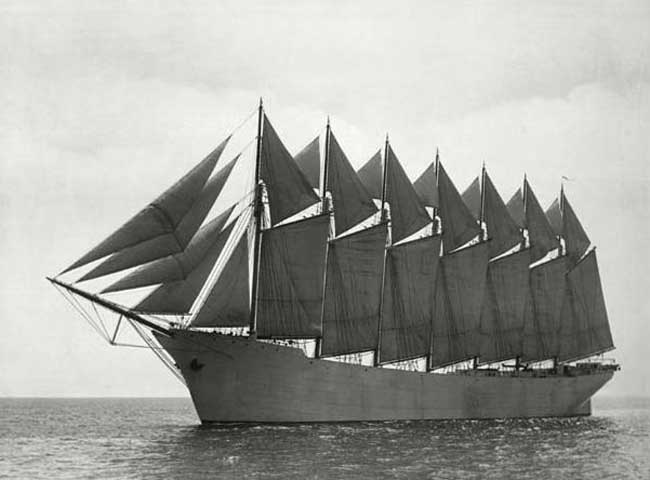
Thomas W. Lawson  in Quincy, Mass. (1902)
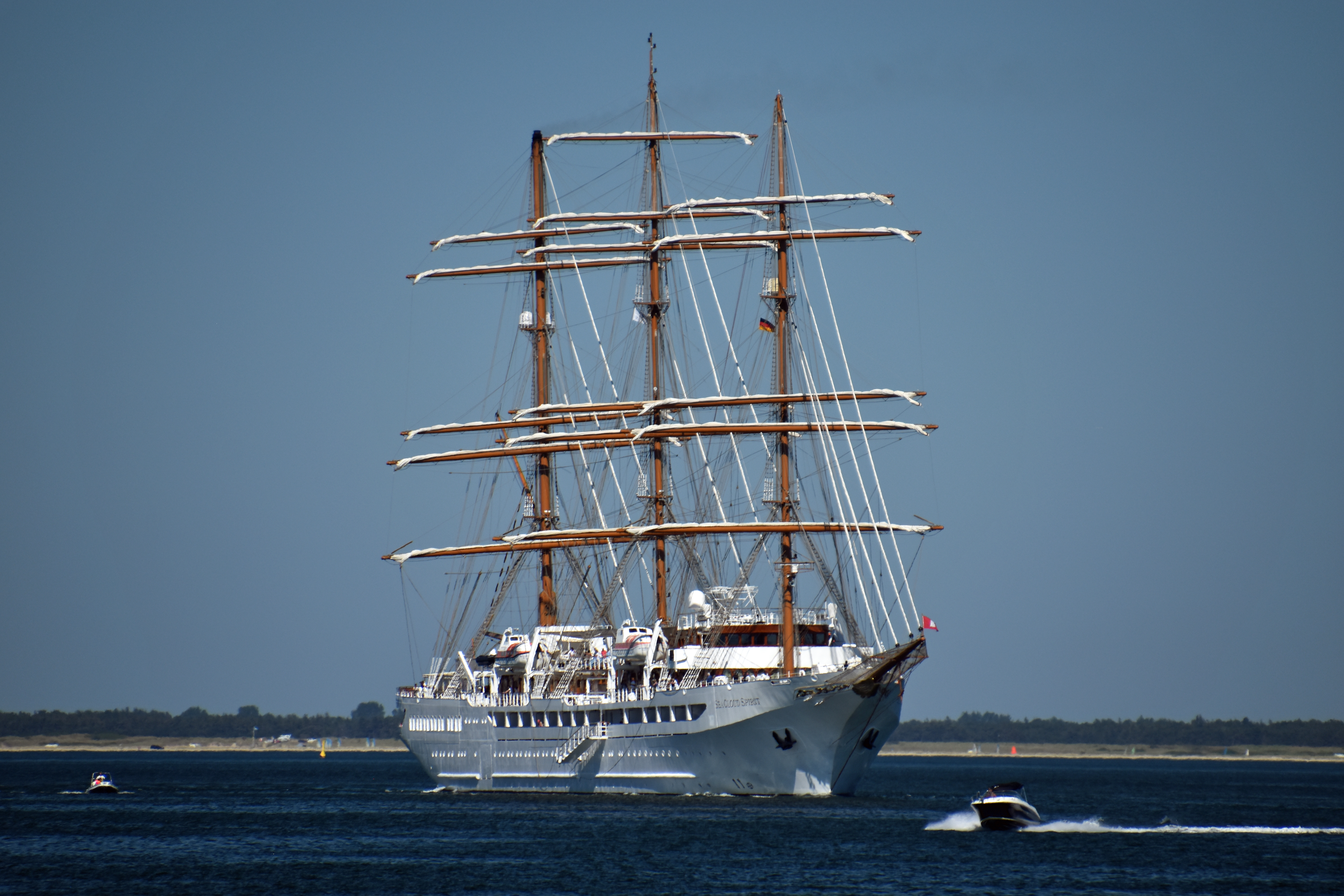
Die Sea Cloud Spirit vor Sylt (2021)
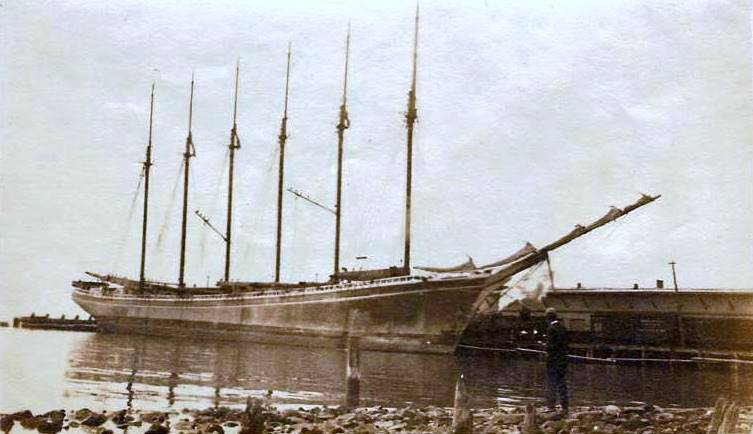
Die Wyoming (1917)
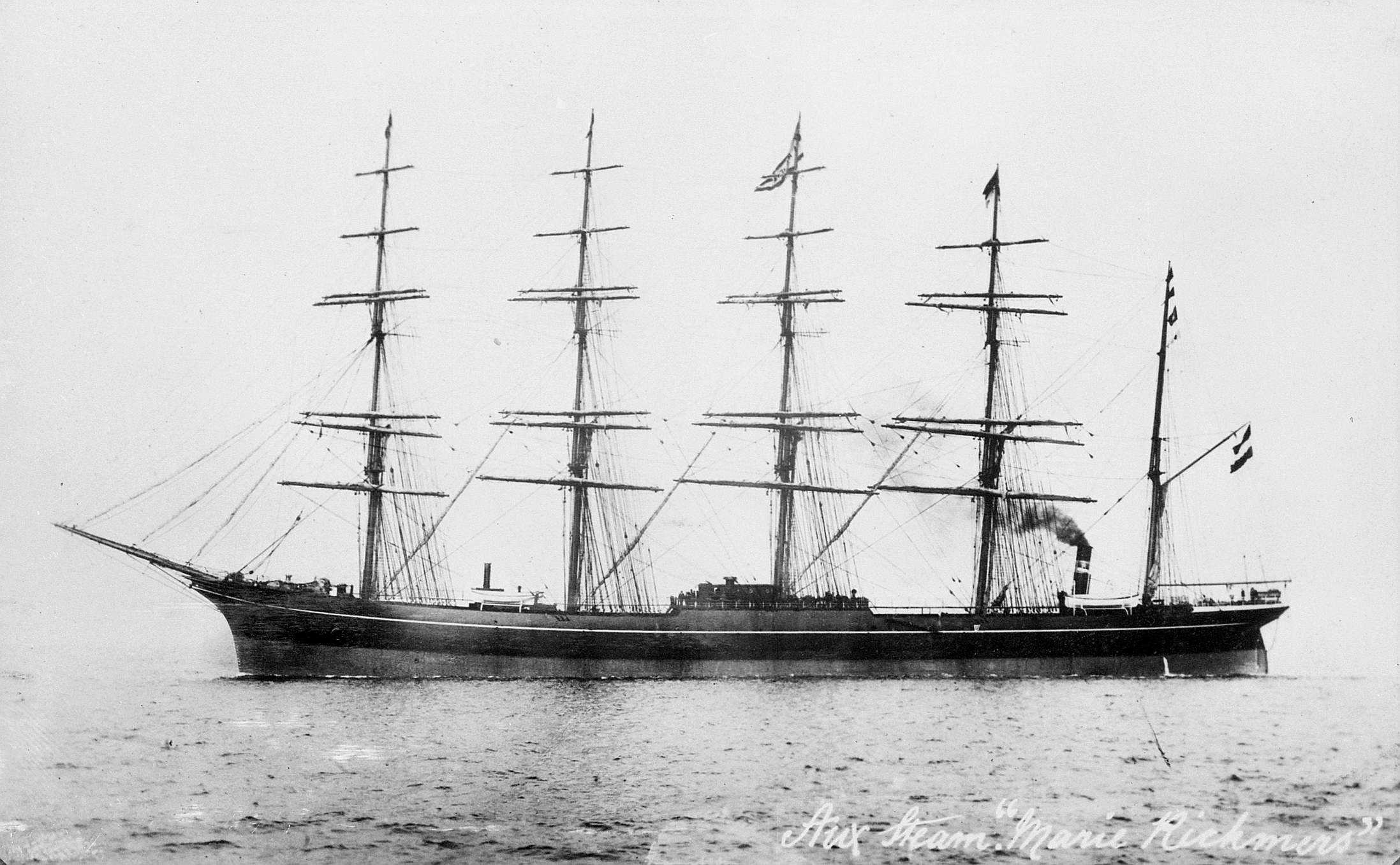
Die Maria Rickmers (1892)
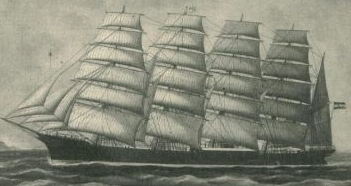
Die Potosi unter vollen Segeln (1904)
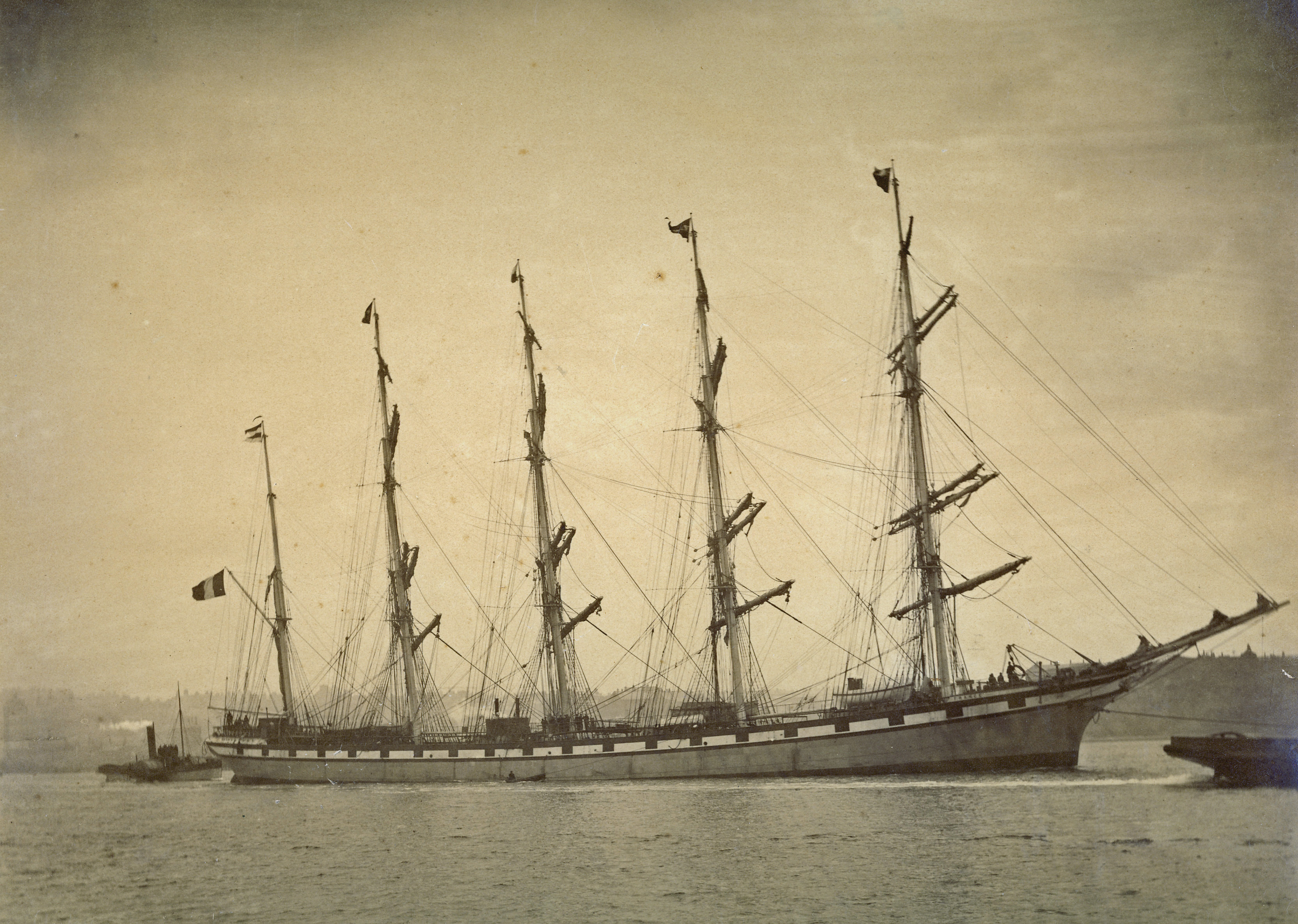
Bugsieren der France I (1892)
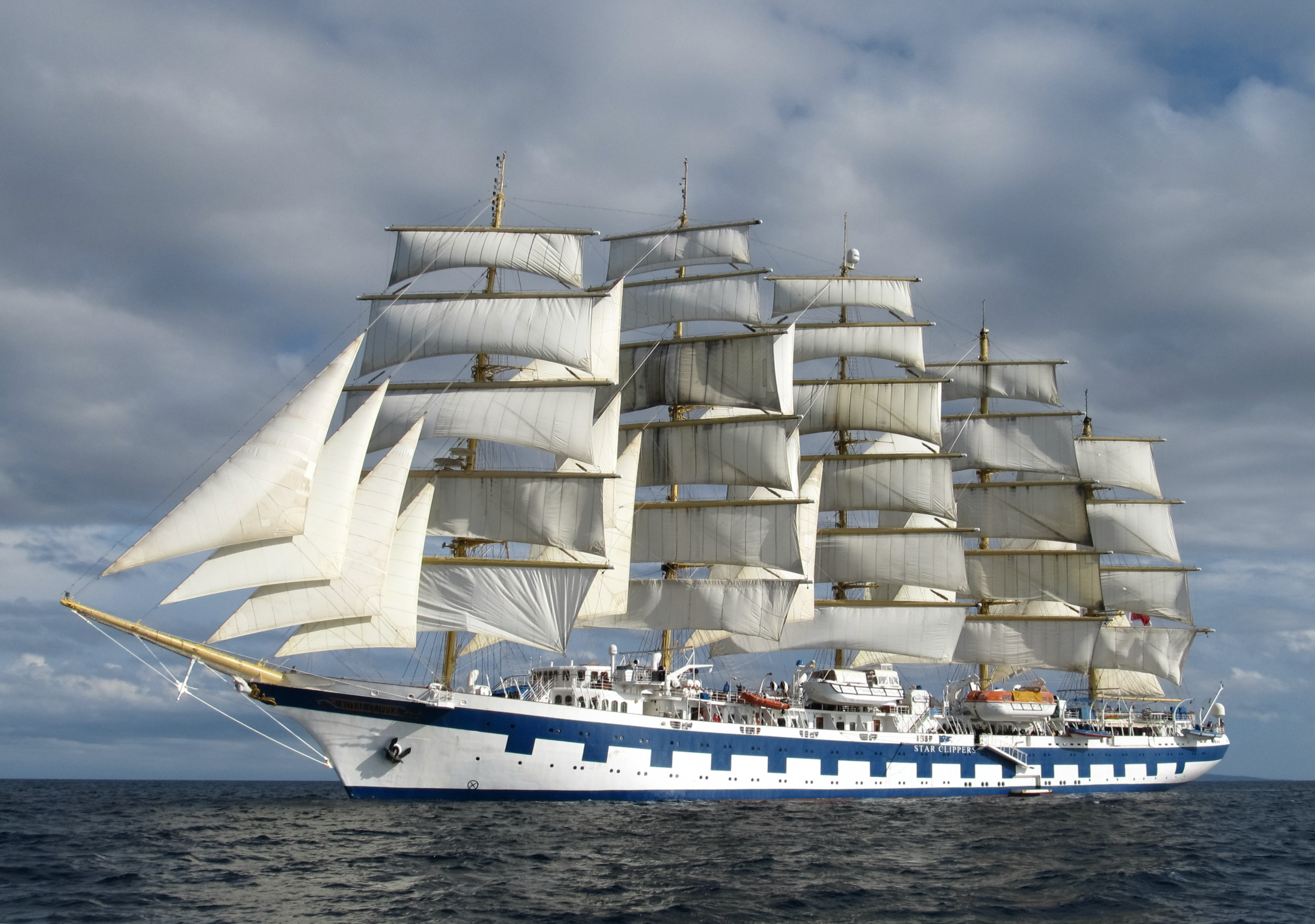
Die Royal Clipper im Mittelmeer (2018)
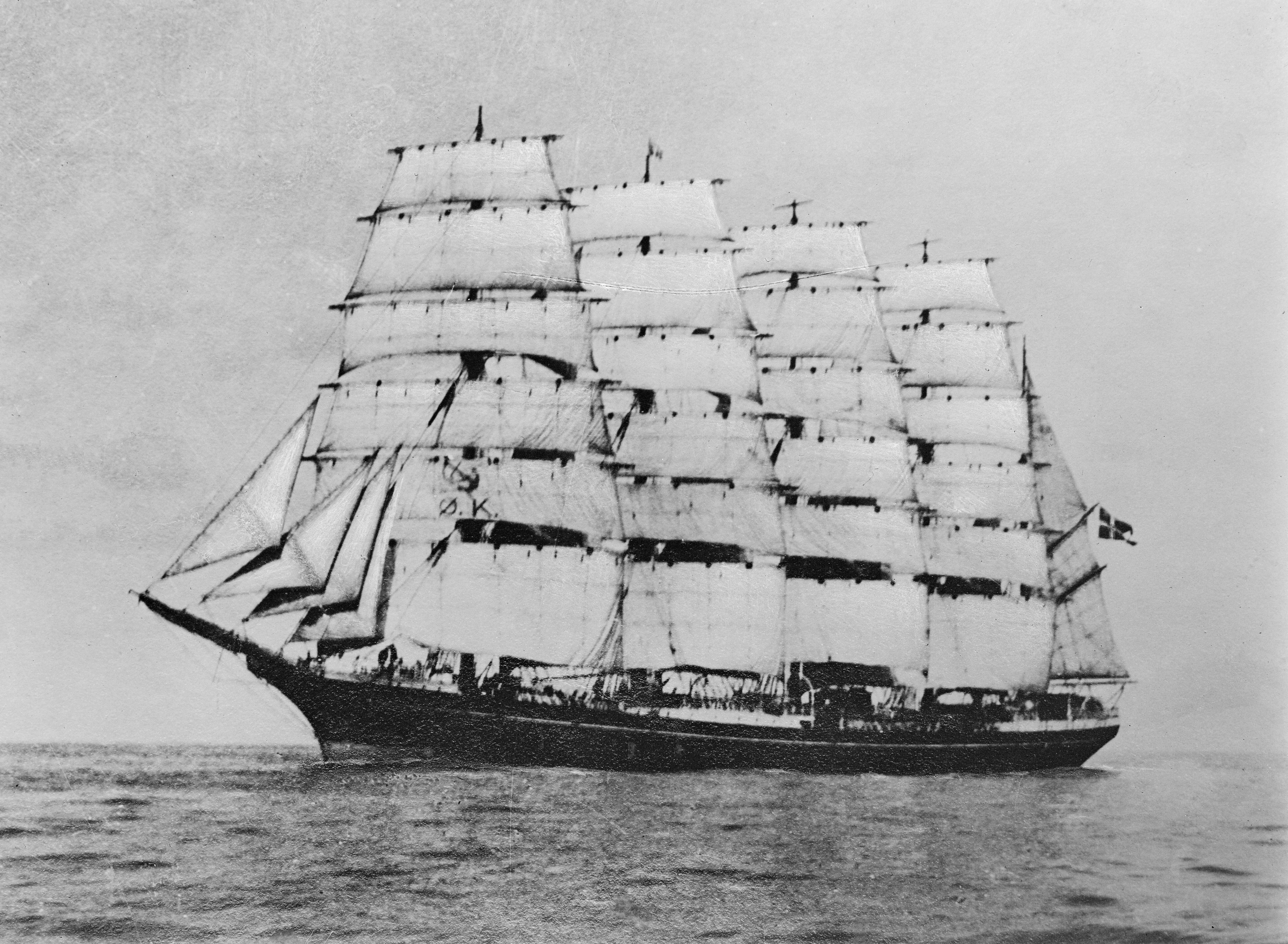
Die København unter vollen Segeln
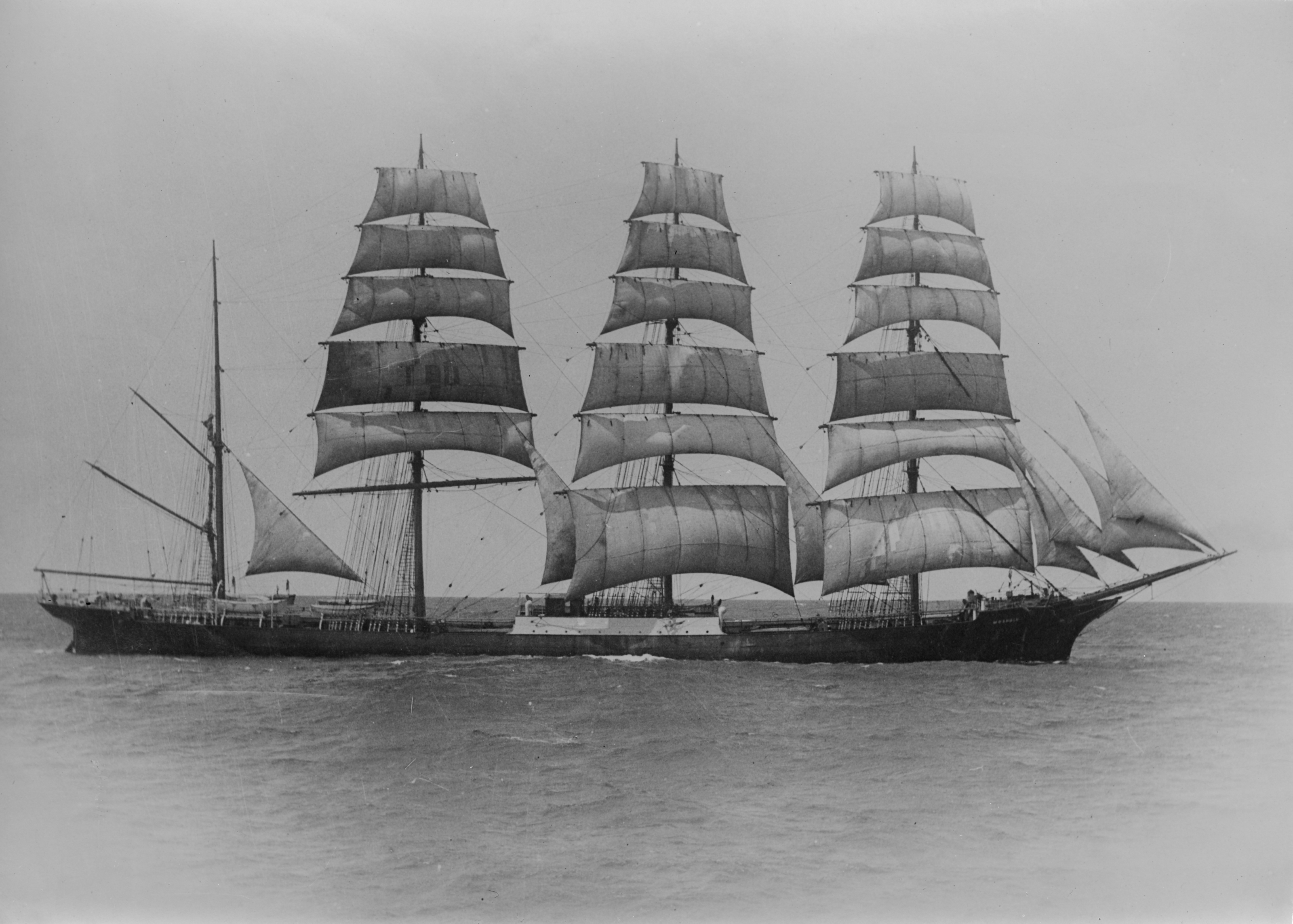
Die Moshulu (zwischen 1917 und 1939)
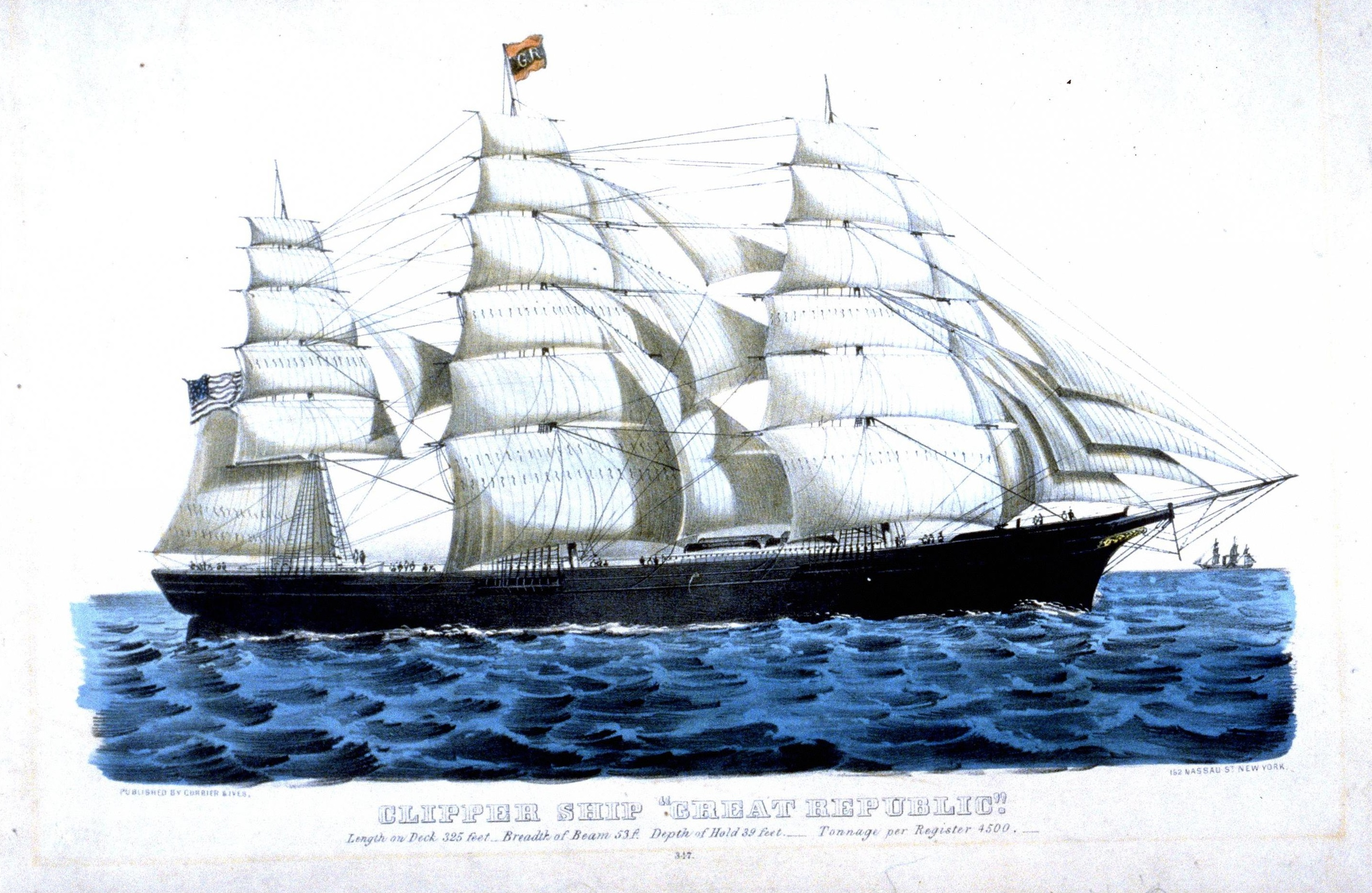
Die Great Republic nach ihrem Umbau zum 3-Mast-Vollschiff (nach 1862)
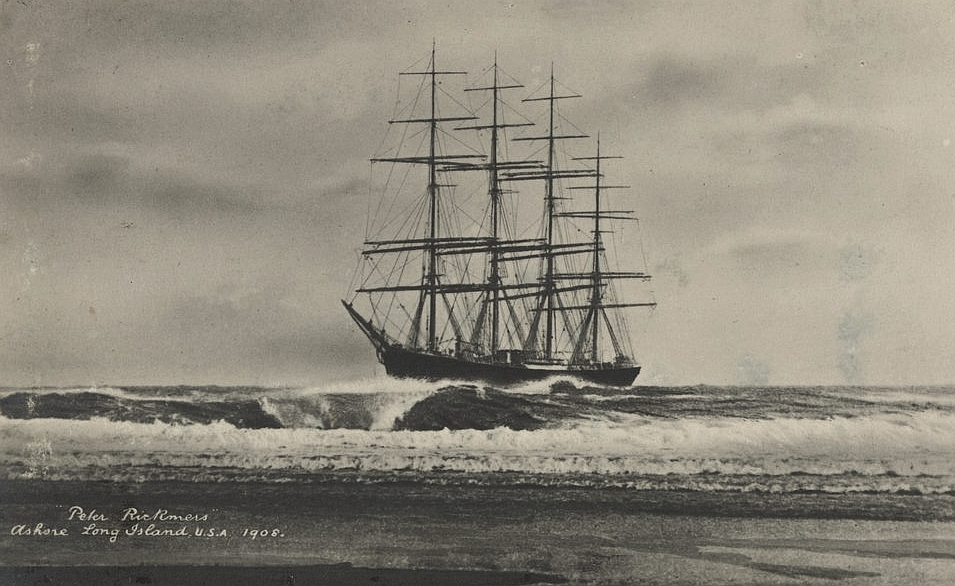
Die Peter Rickmers vor Long Island (1908)
Segelschulschiff Sedov in Wilhelmshaven (2006)
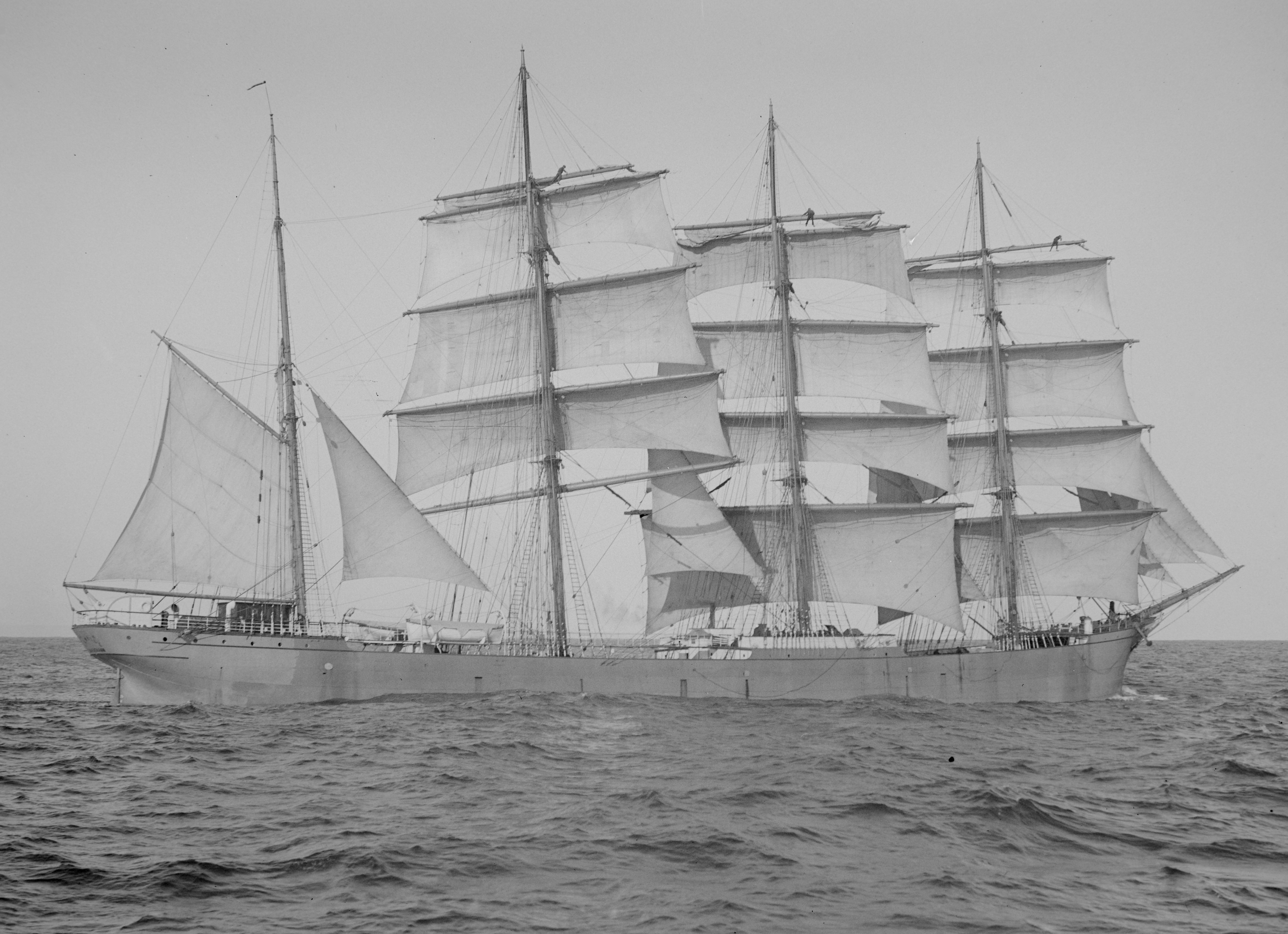
Die Lawhill unter vollen Segeln
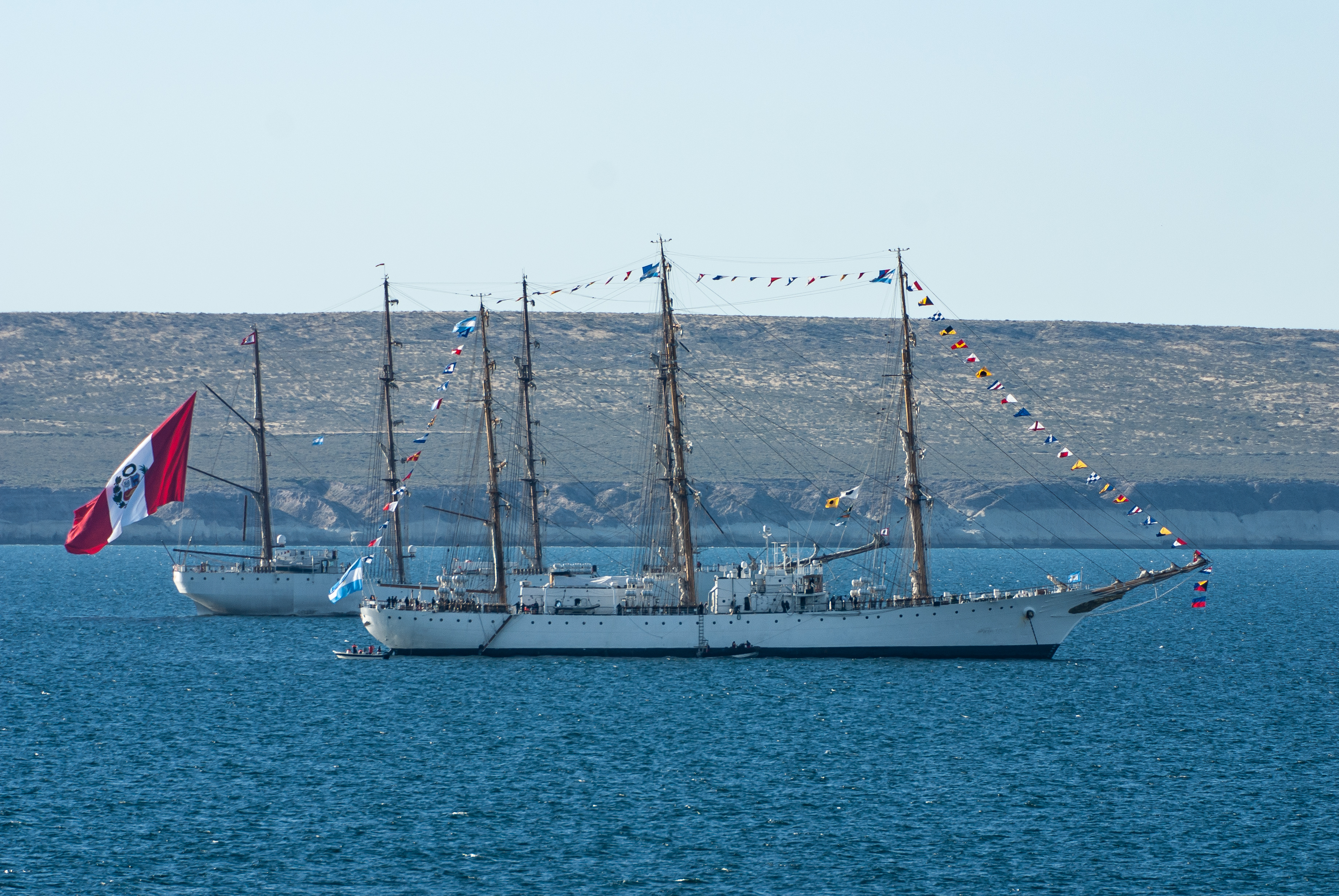
Die Libertad (Argentinien, Vordergrund) und die Unión (Peru) (2022)
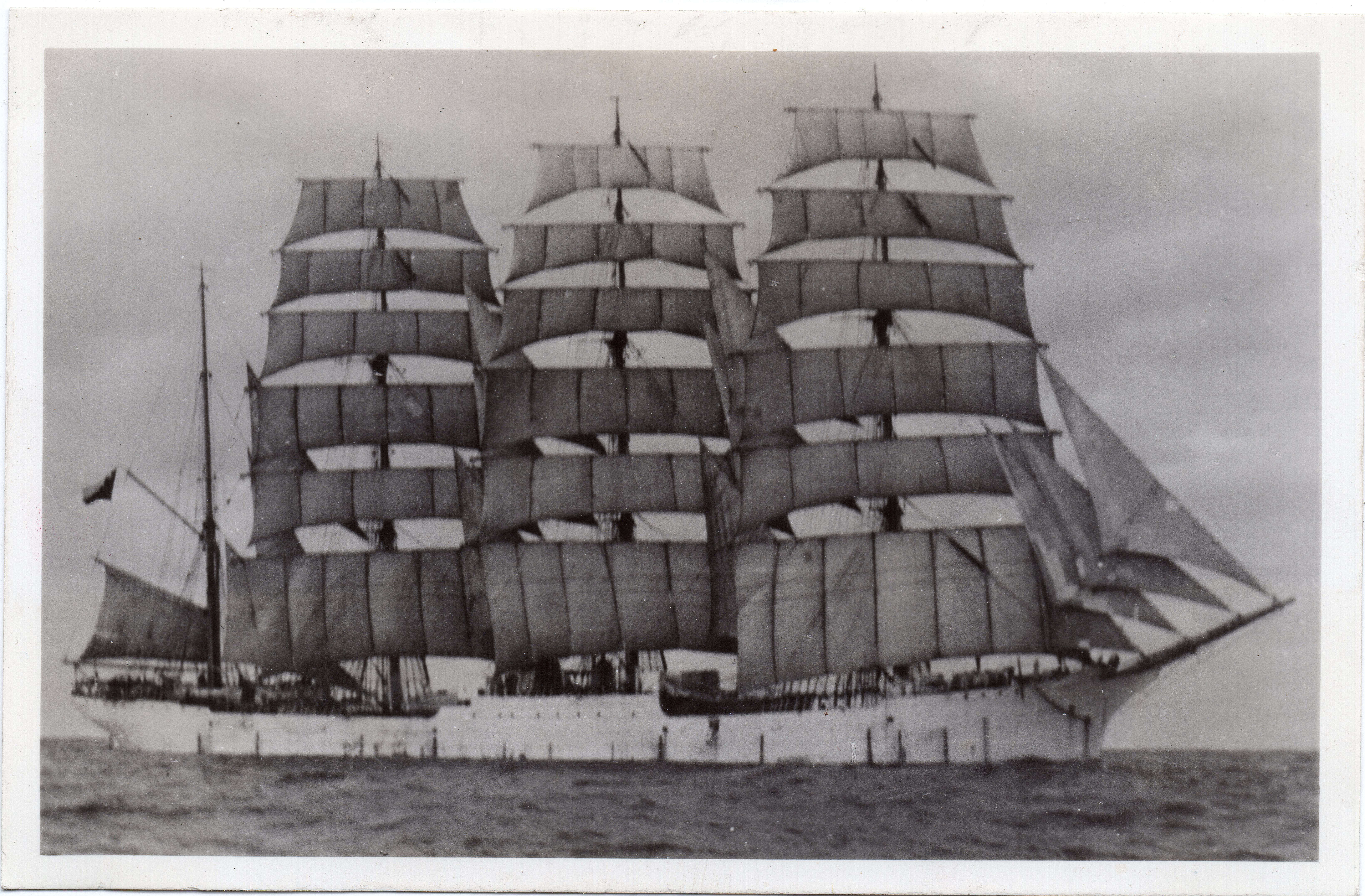
Die ehemalige Priwall als Lautaro unter chilenischer Flagge (nach 1941)
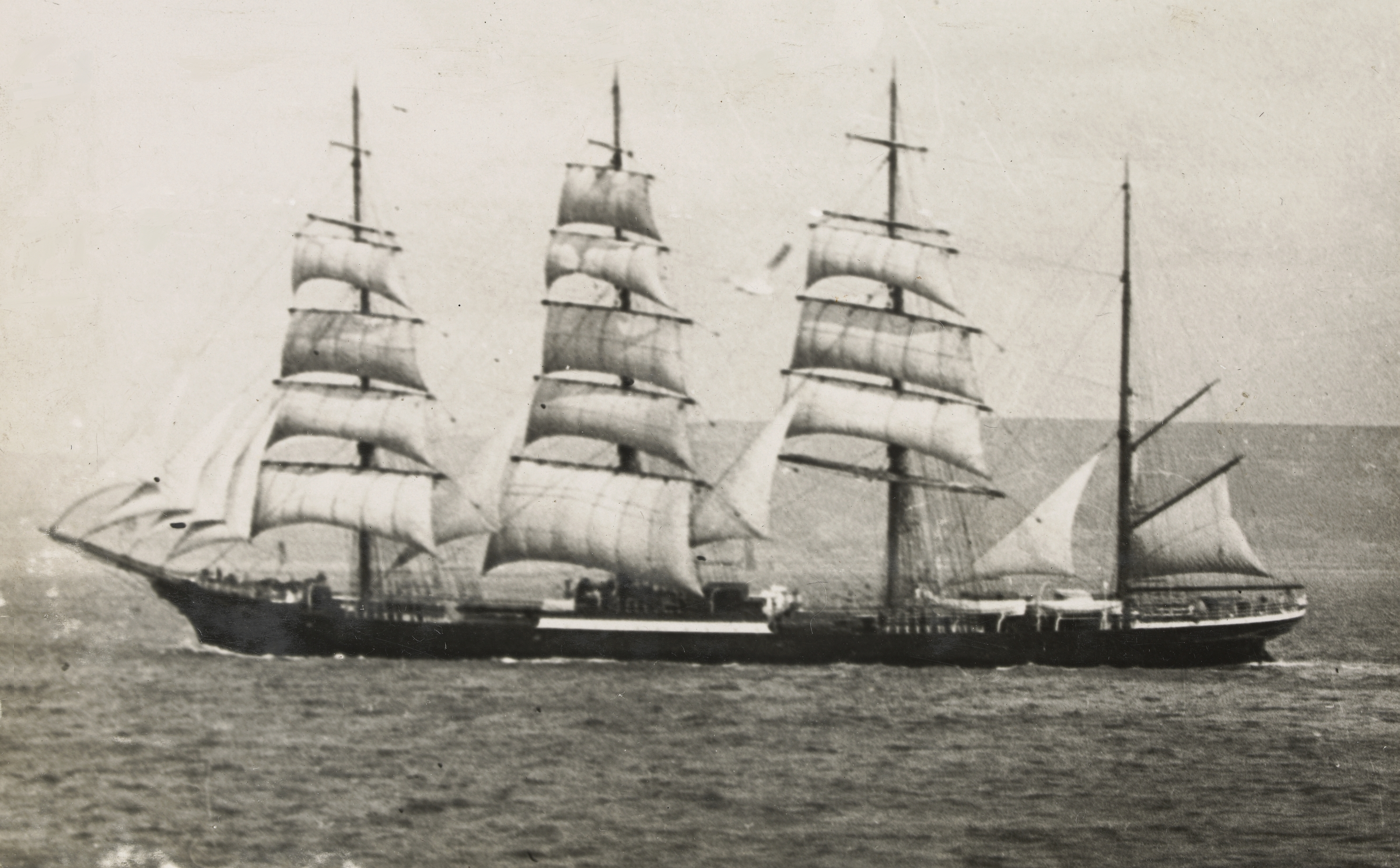
Die Petschili im Ärmelkanal (Datum unbekannt)
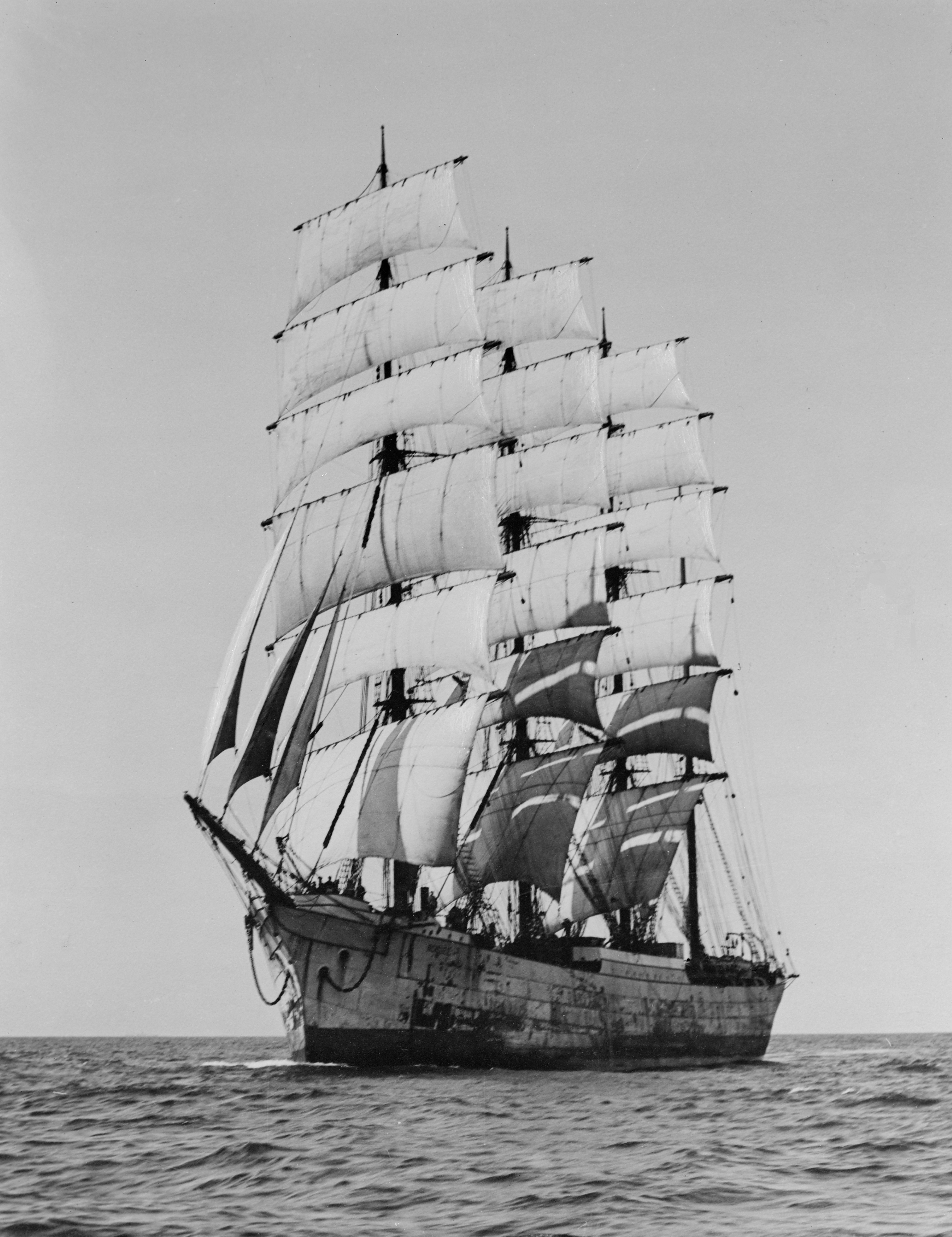
Die Richelieu unter vollen Segeln (zwischen 1923 und 1927)
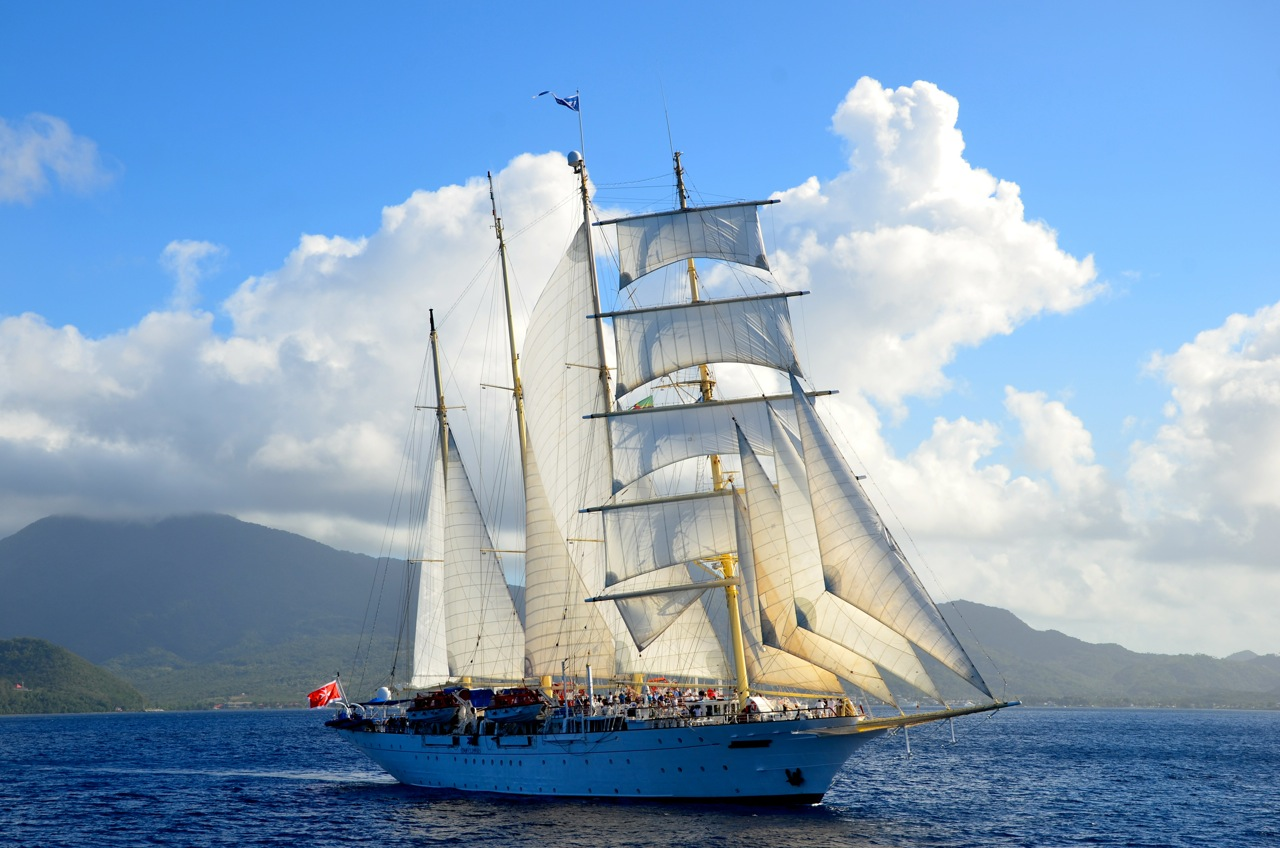
Die Star Clipper (2014)
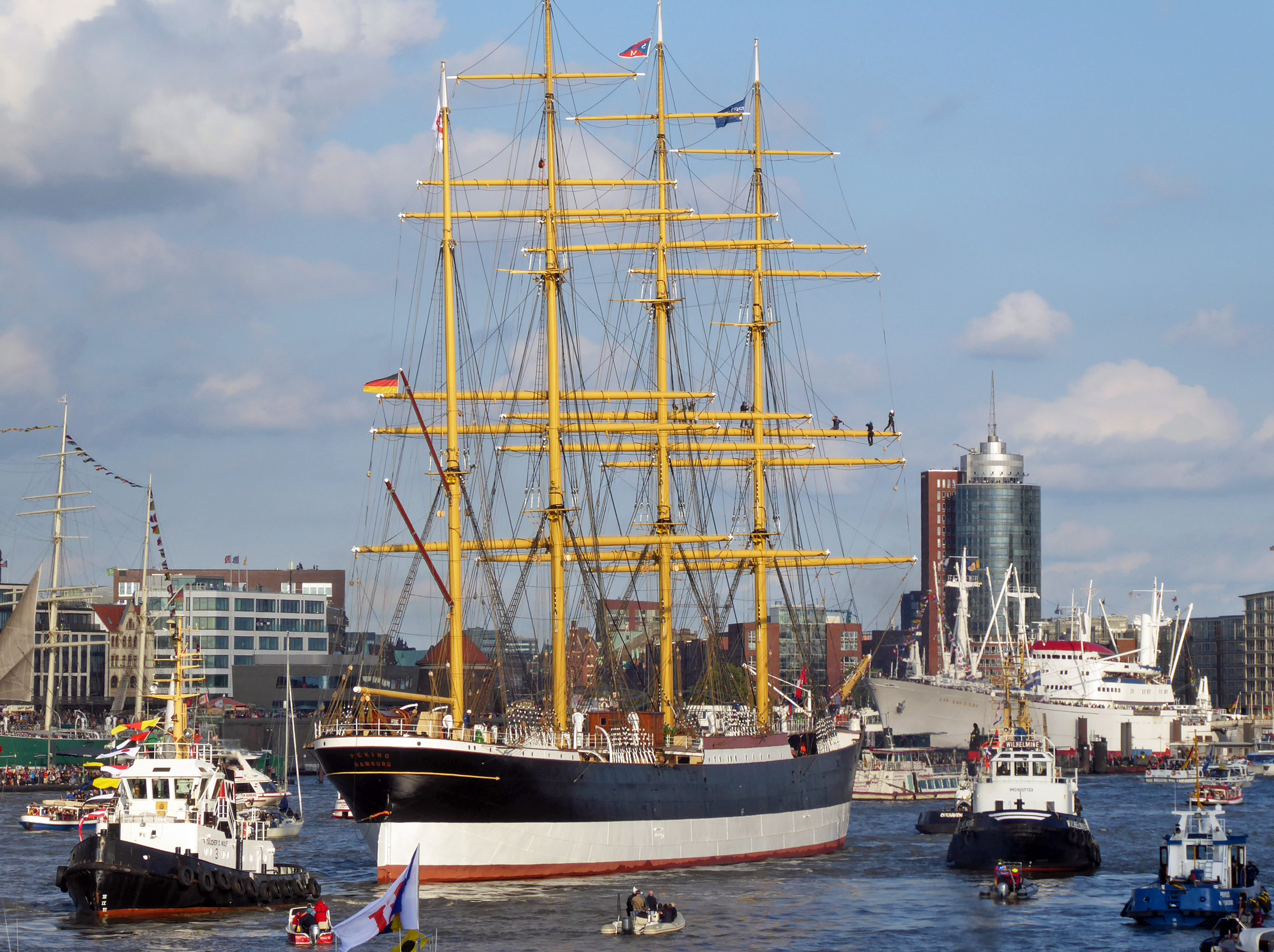
Die Peking bei ihrer Bugsierfahrt an ihren letzten Liegeplatz in Hamburg (2020)
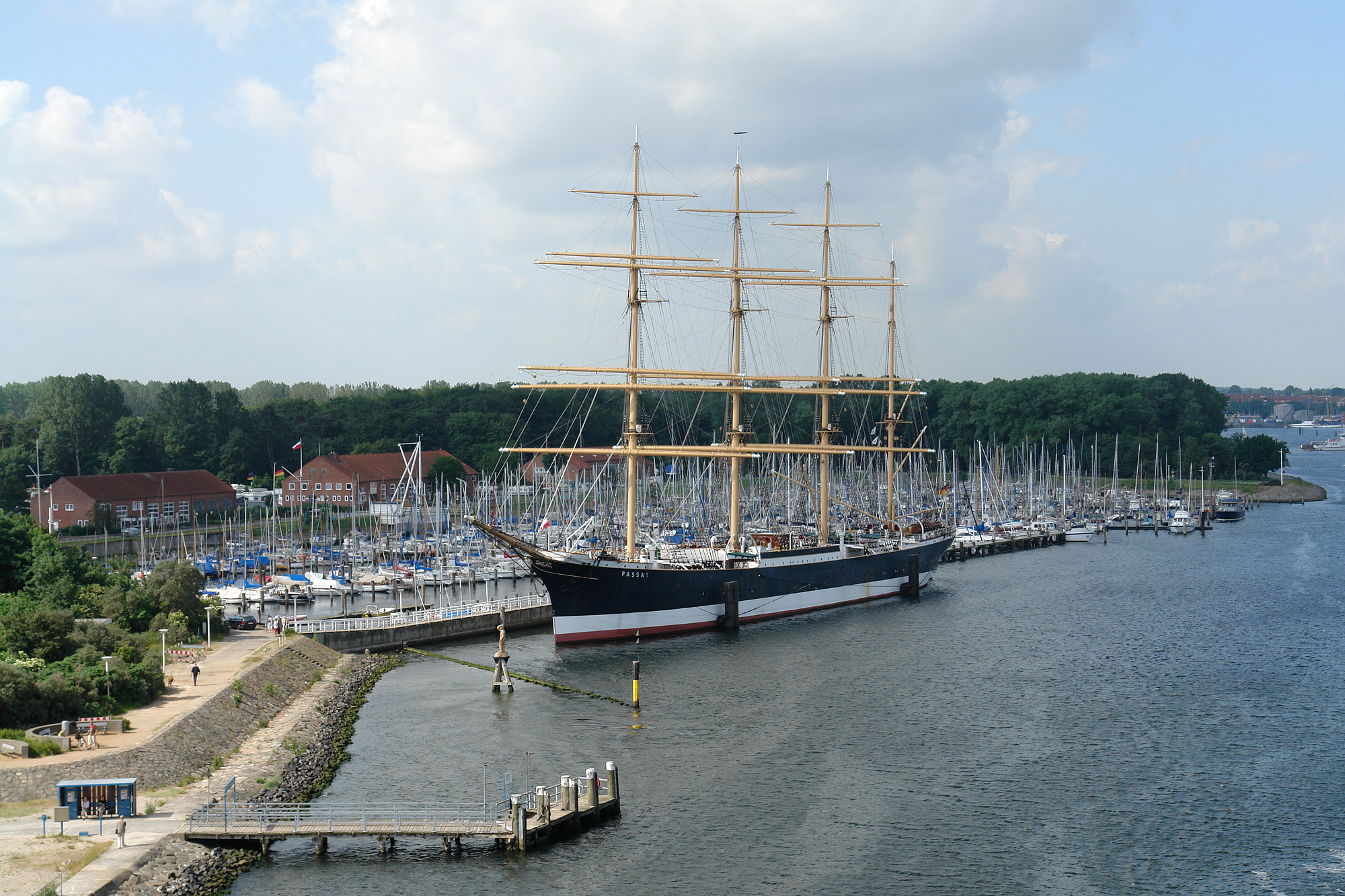
Die Passat am Kai in Travemünde (2007)
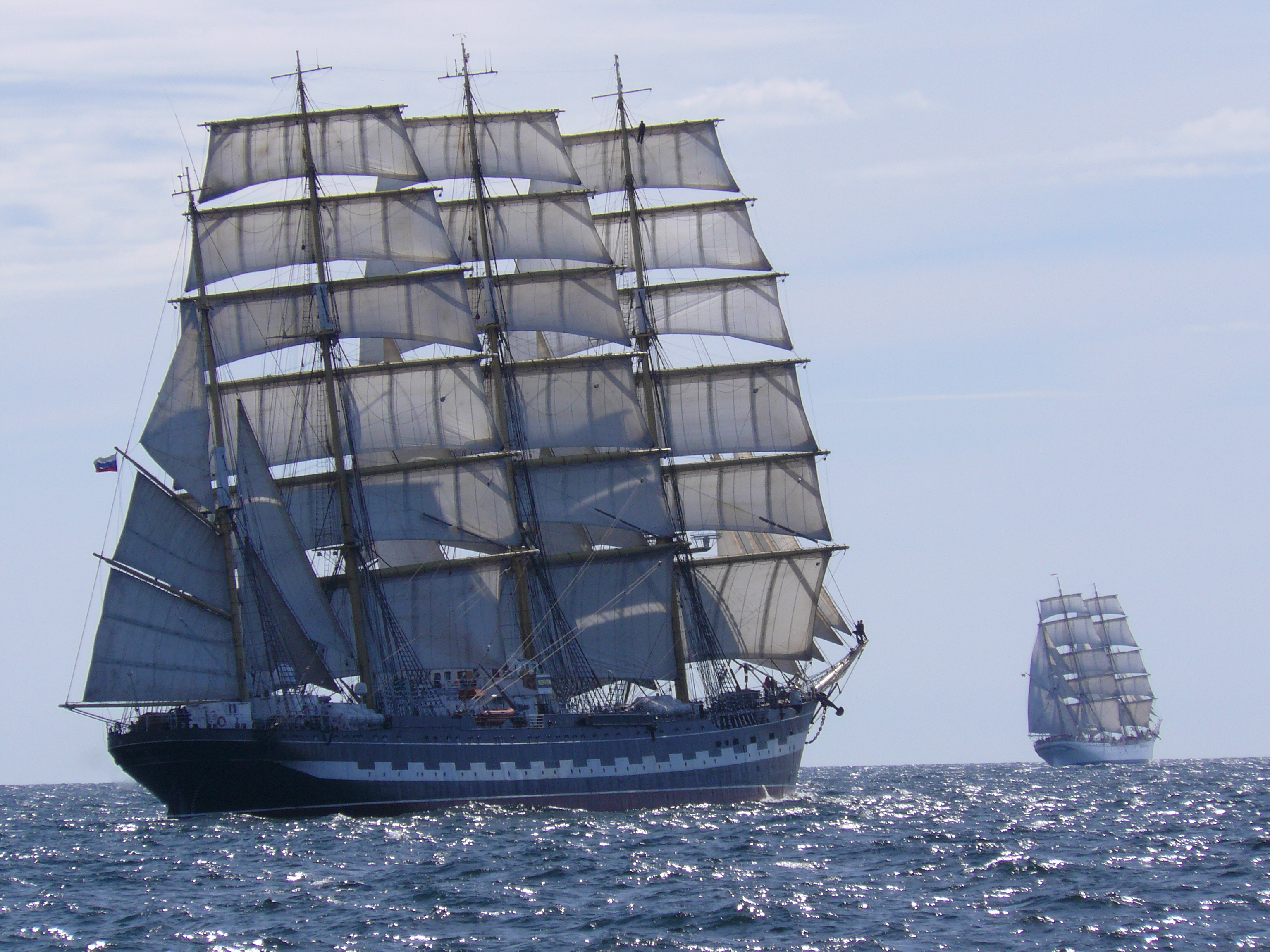
Die Krusenstern (Vordergrund) und die Statsraad Lehmkuhl (2007)
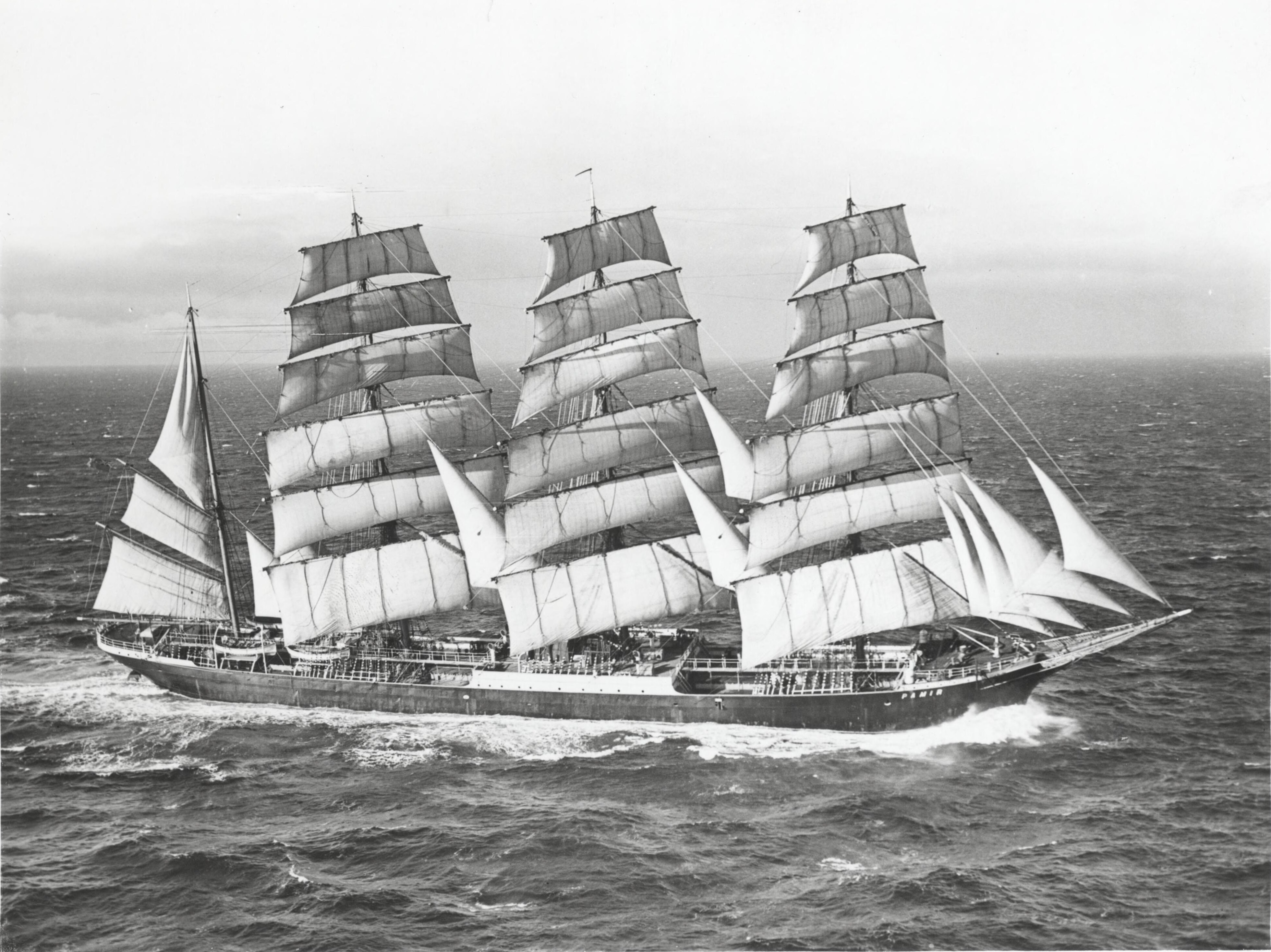
Die Pamir beim Passieren des Ärmelkanals (1949)
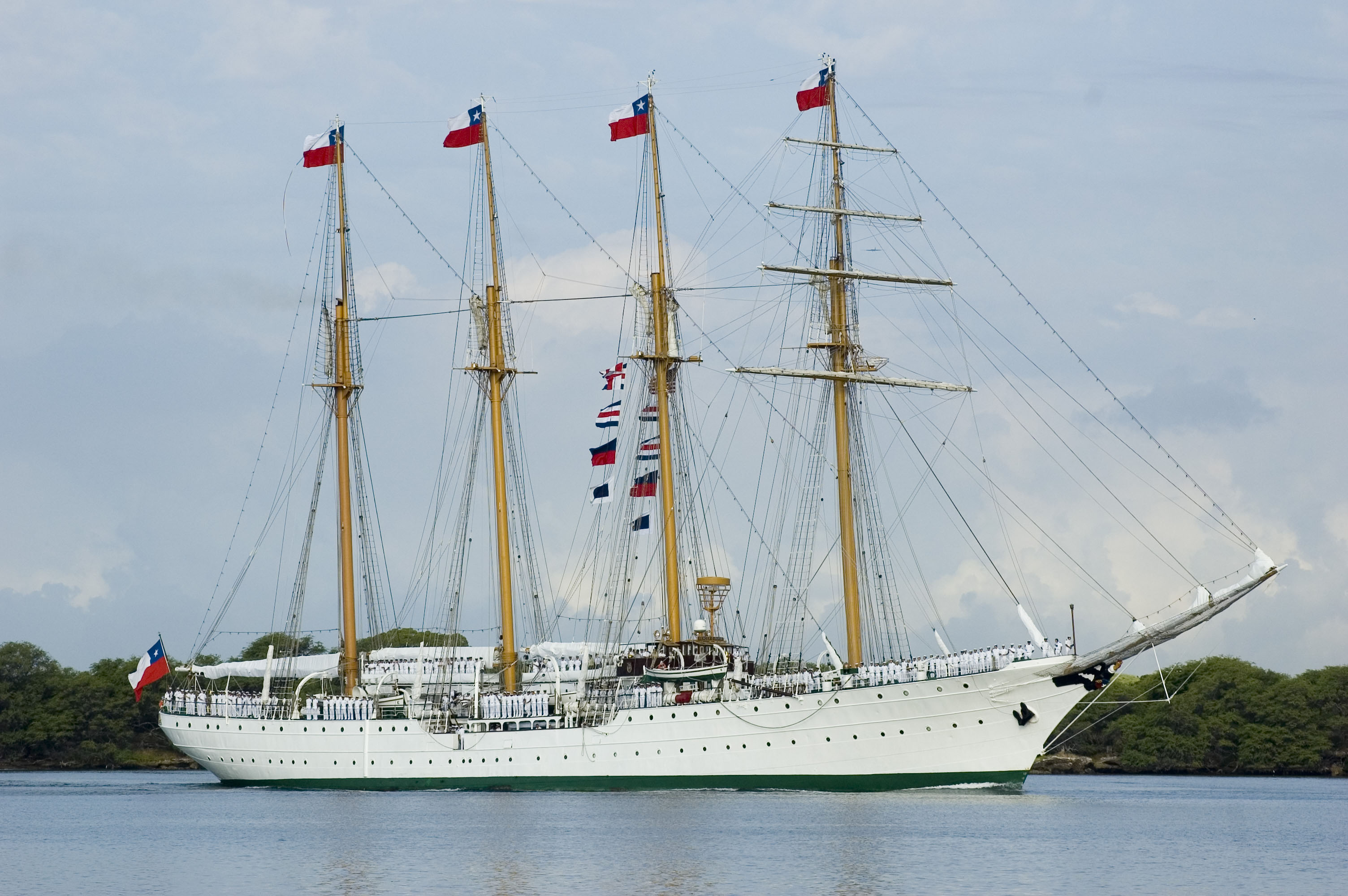
Die Esmeralda in Hawaii (2007)
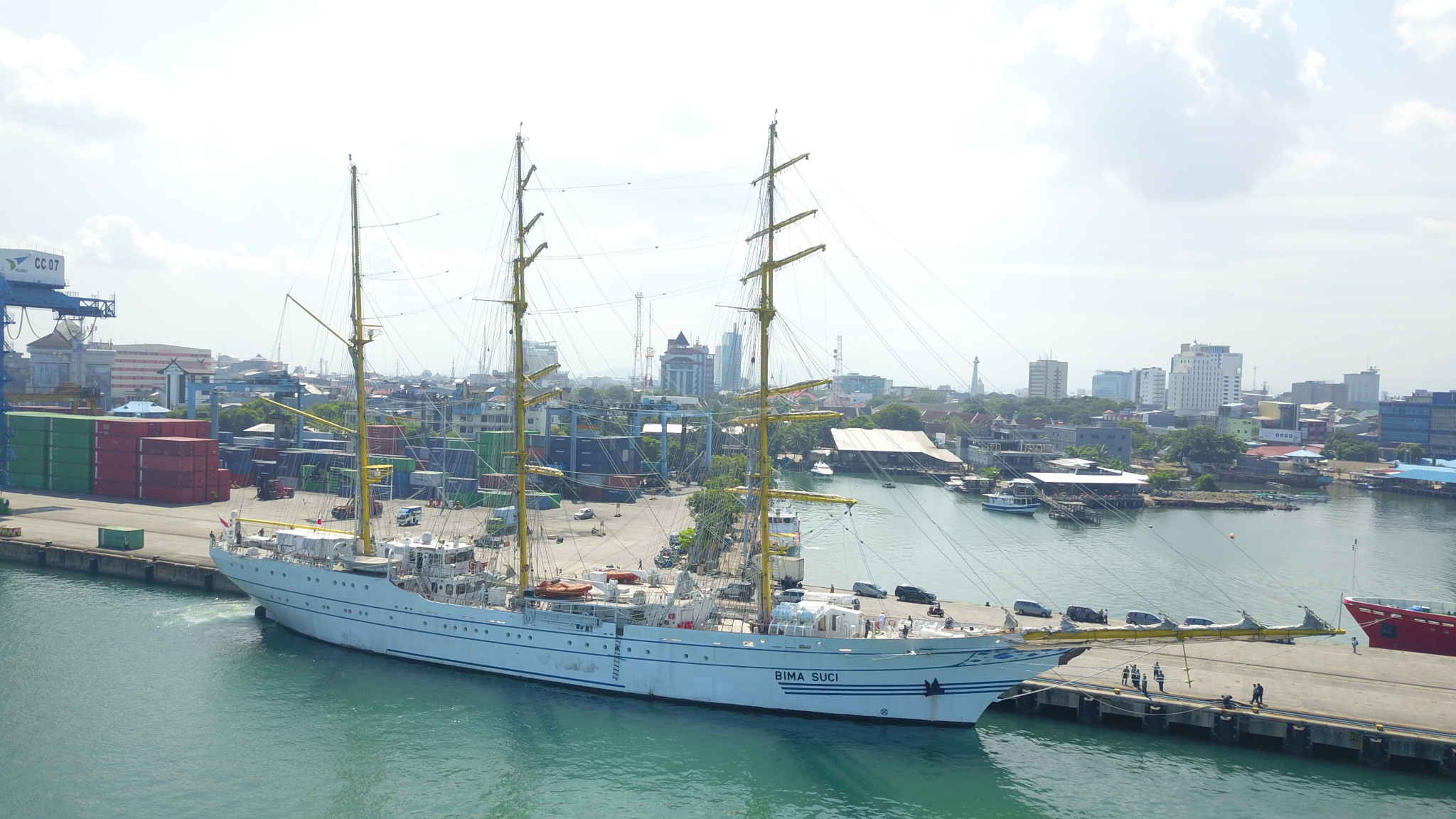
Die Bima Suci vor der indonesischen Insel Kodingareng Keke (2020)
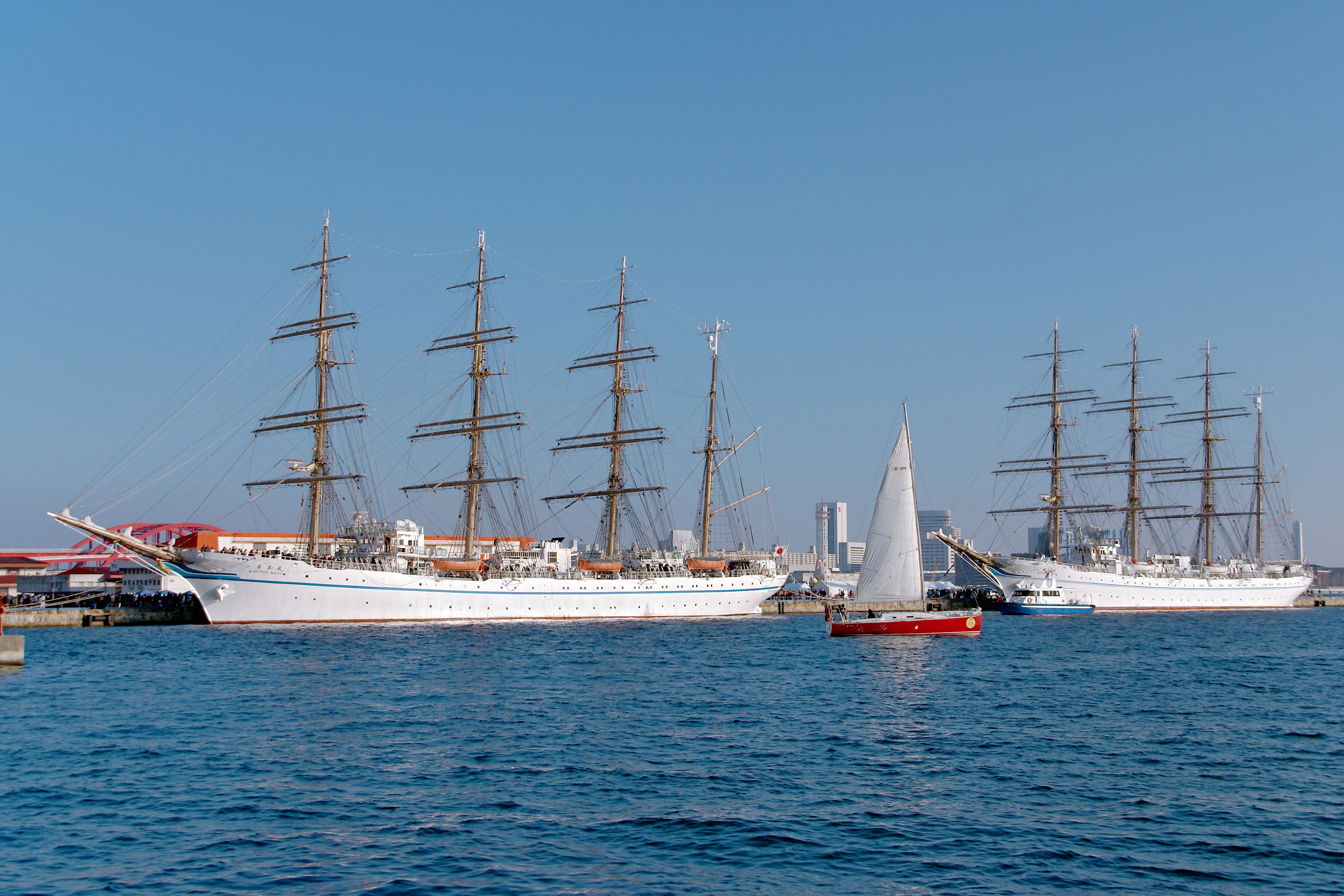
Nippon Maru II und Kaiwo Maru II im Hafen von Kōbe (2007)
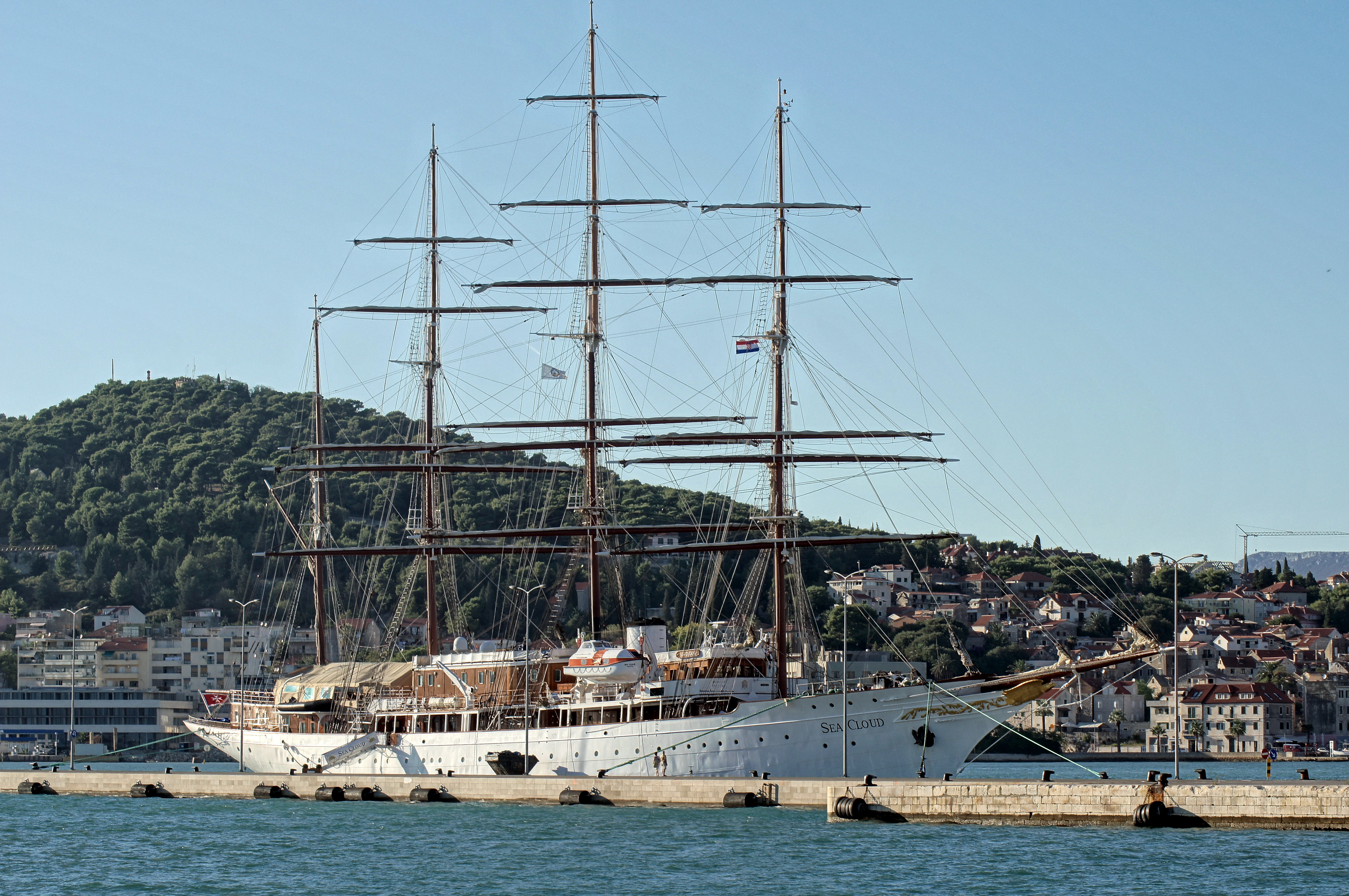
Die Sea Cloud in Split (2011)
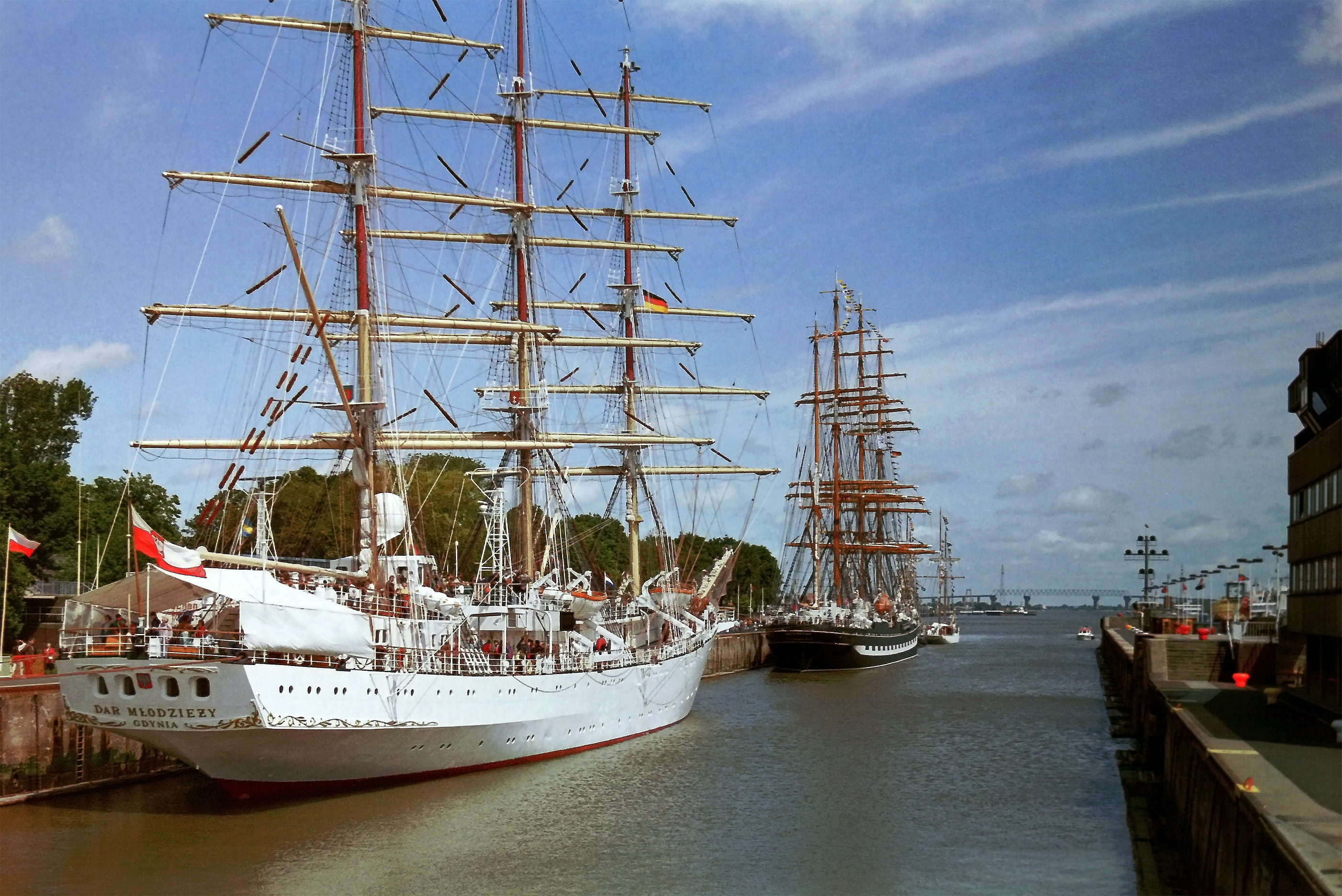
Die Dar Młodzieży in Brunsbüttel; im Hintergrund die Krusenstern (1995)
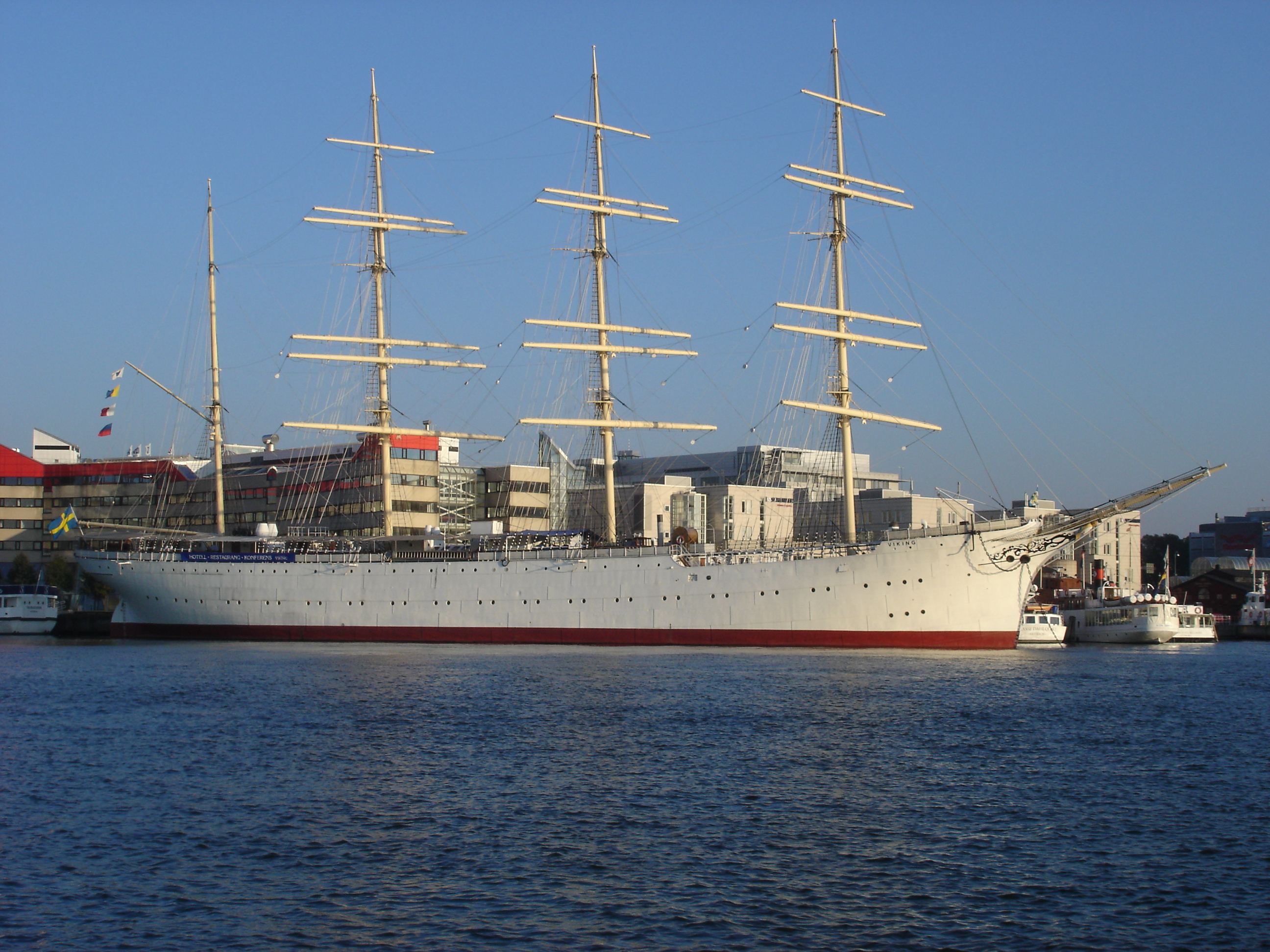
Viermast-Bark Viking als Hotelschiff im Hafen von Göteborg (2005)
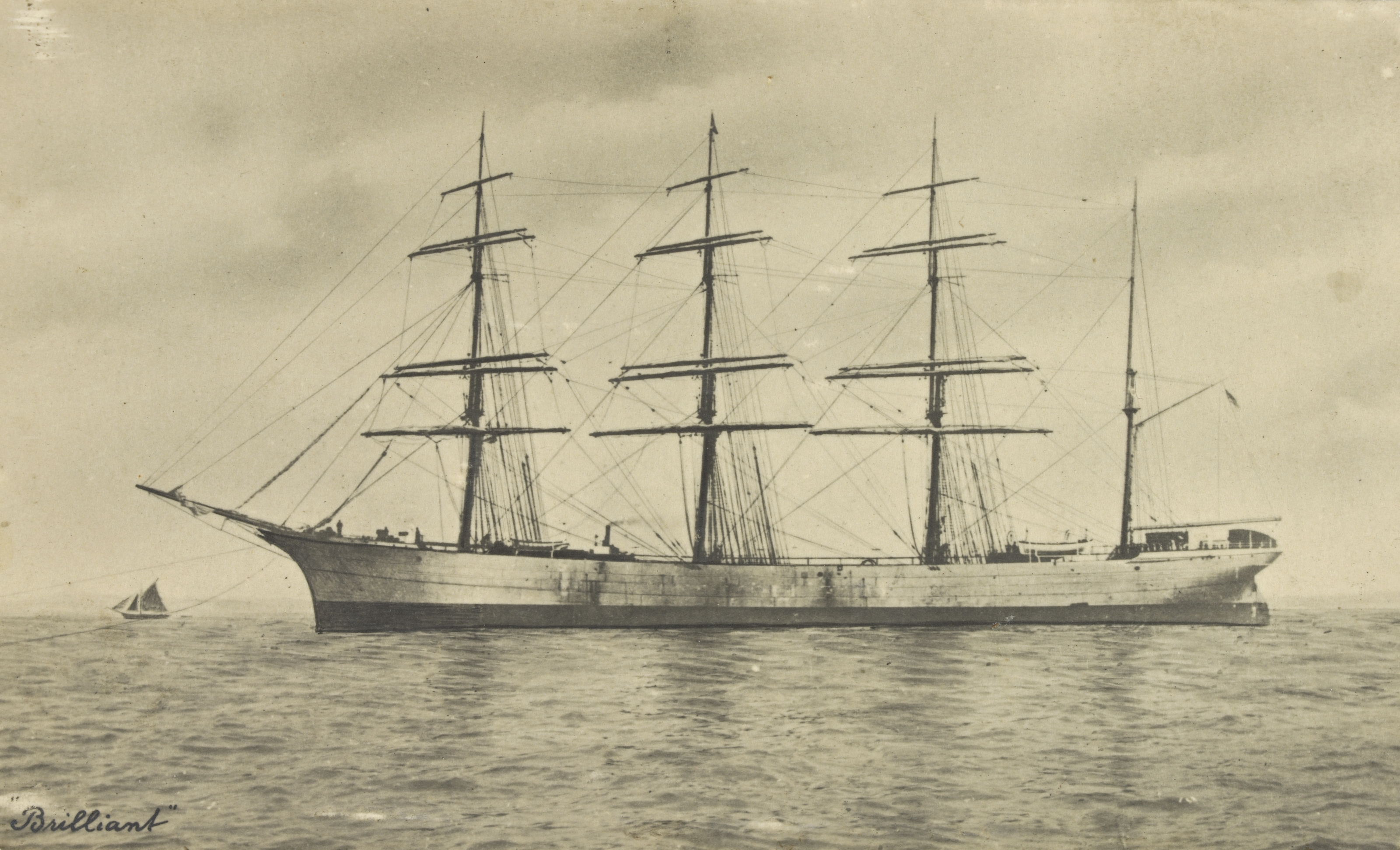
Die Brillant (zwischen 1901 und 1914)
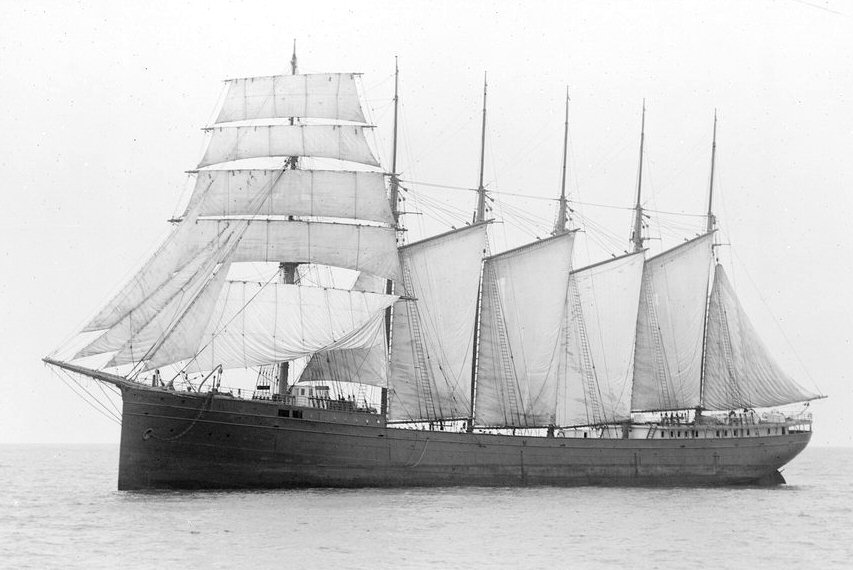
Die City of Sydney nach ihrem Umbau vom Dampfer zur Sechsmastbarkentine (nach 1916)
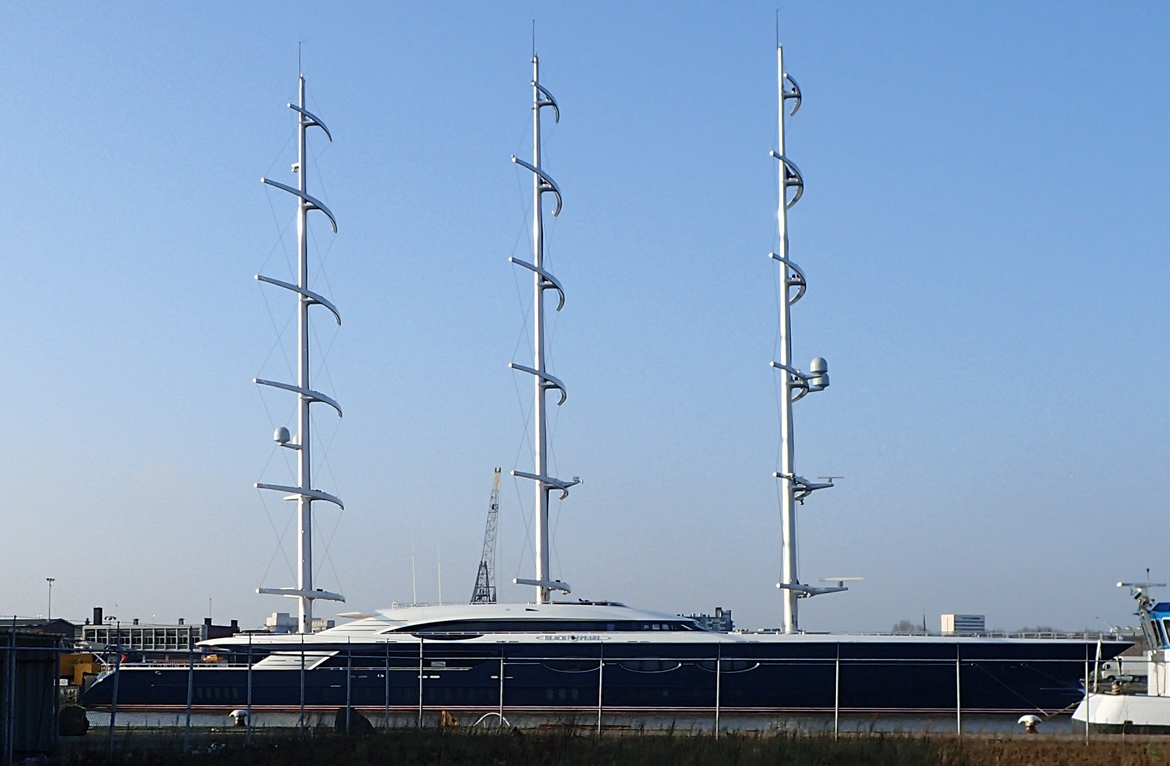
Die Black Pearl in Rotterdam (2018)
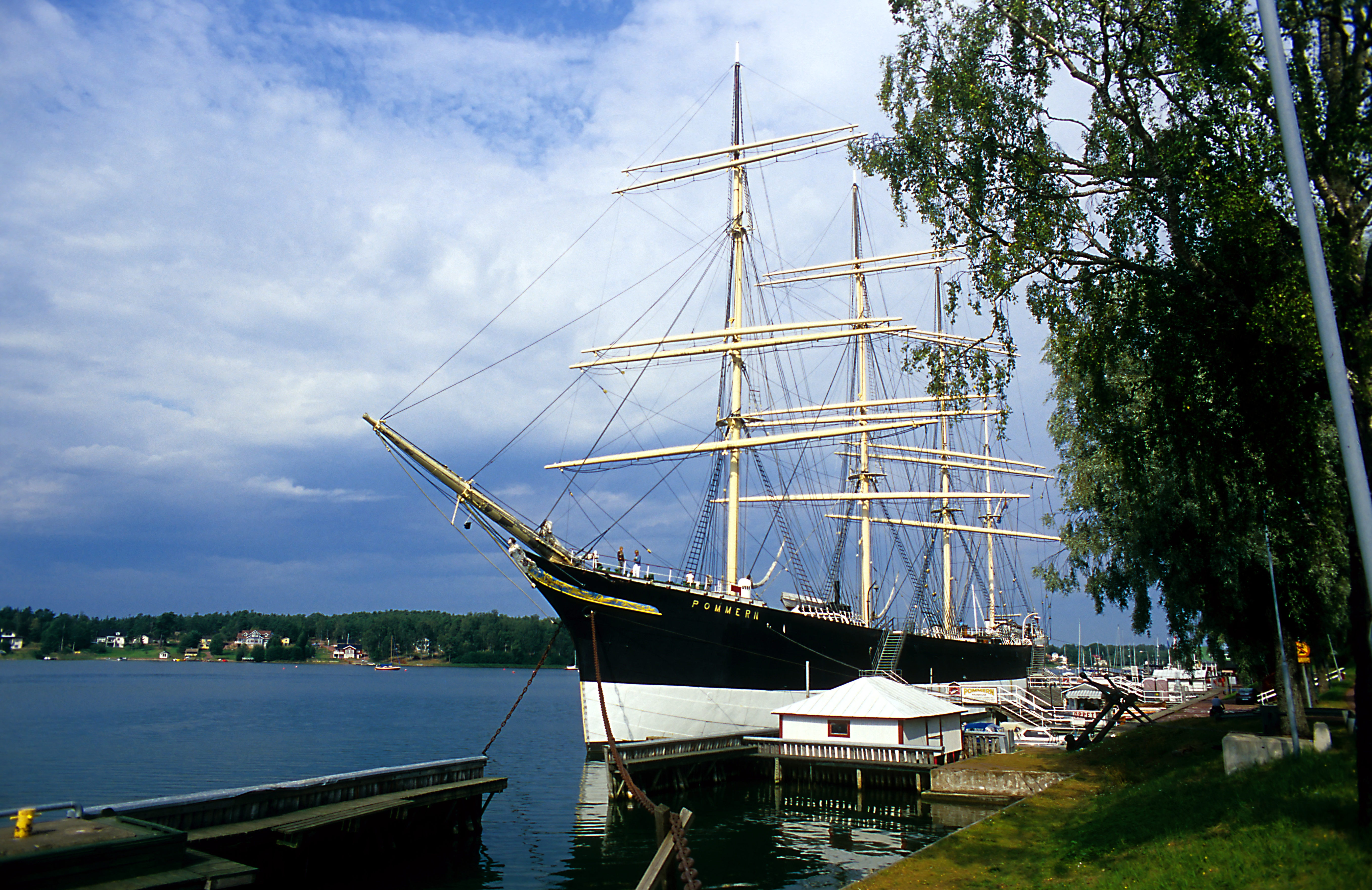
Die Pommern in Mariehamn (2007)
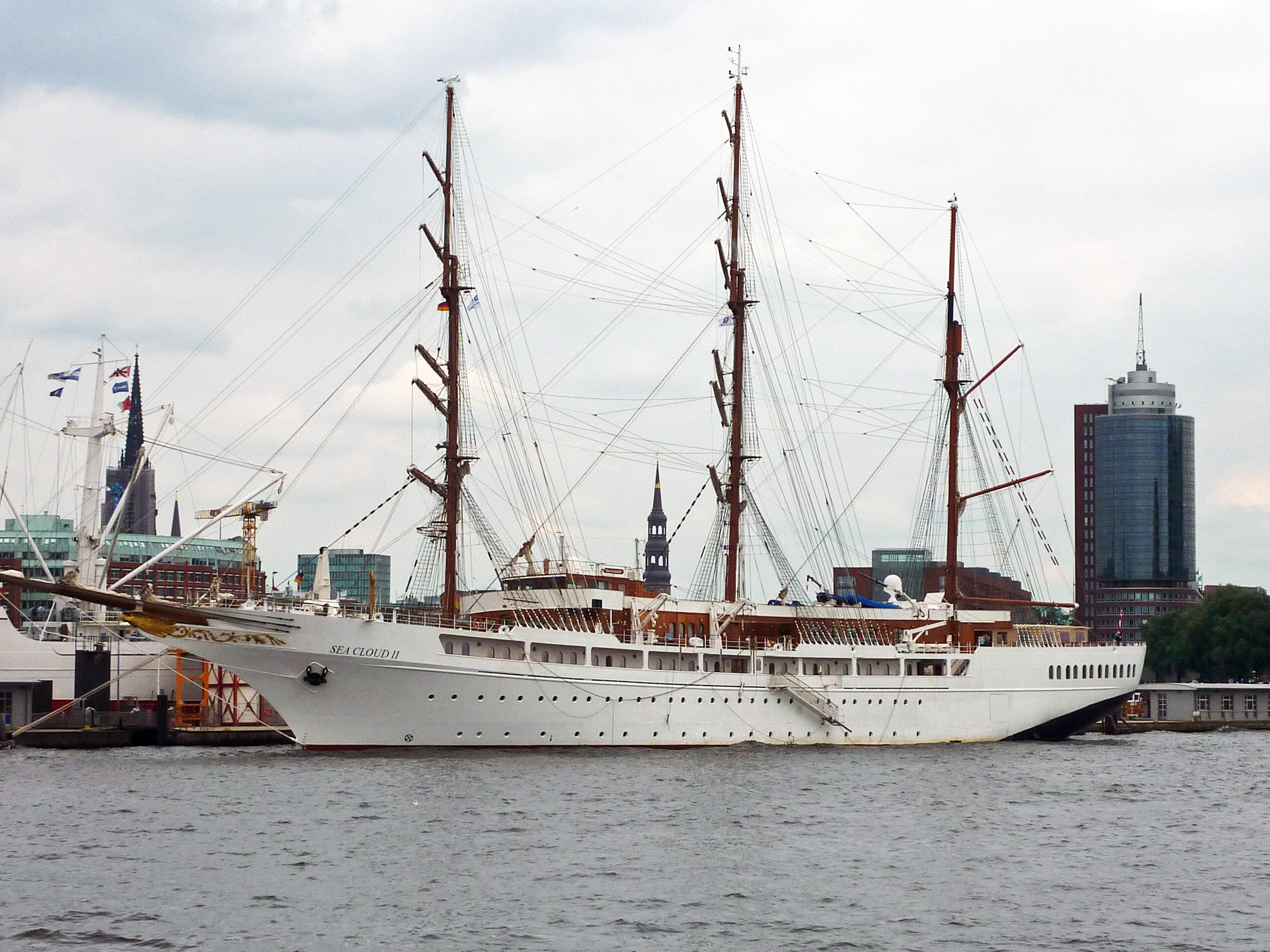
Die Sea Cloud II in Hamburg (2013)
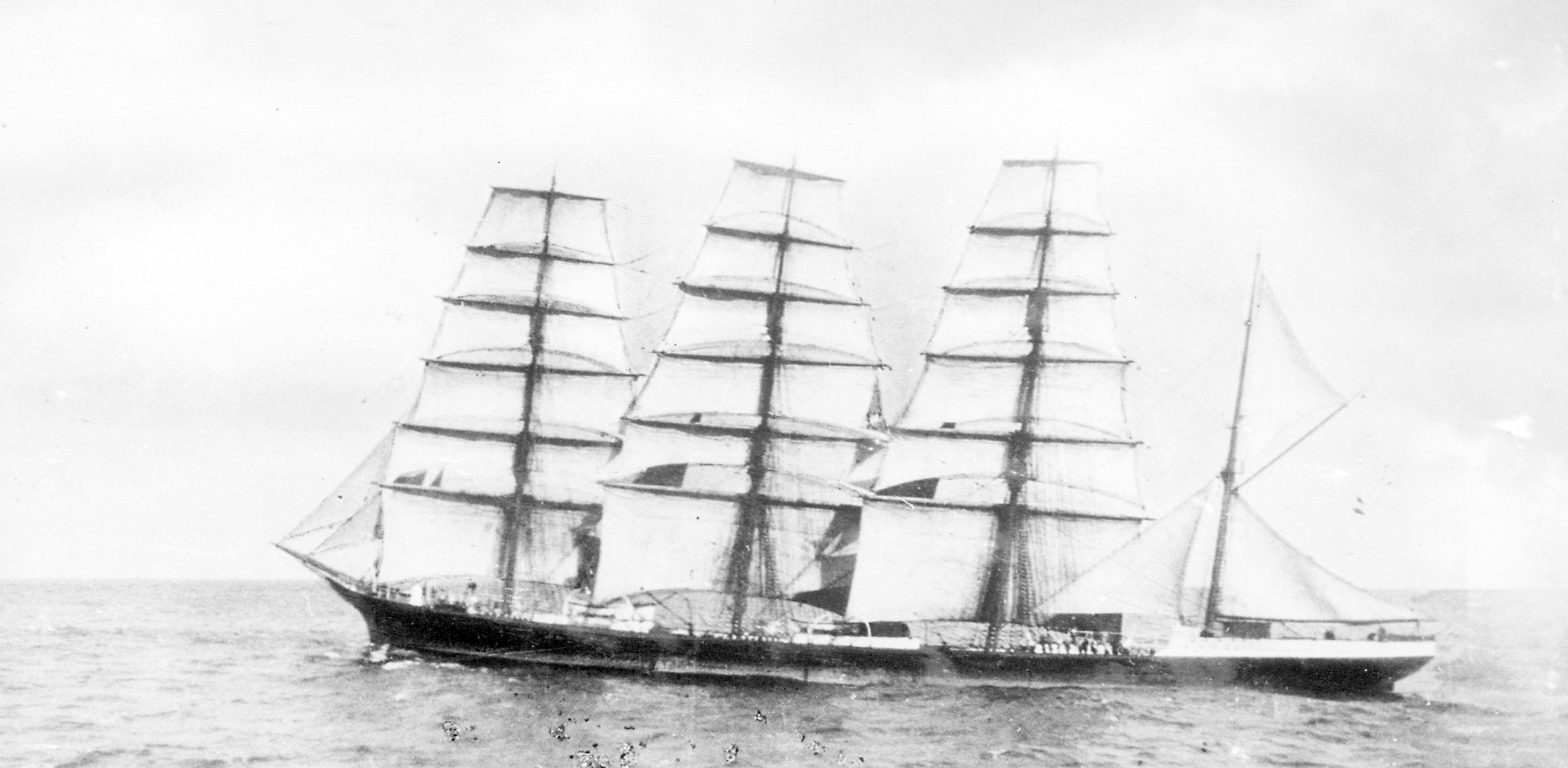
Die Christel Vinnen (vor 1921)
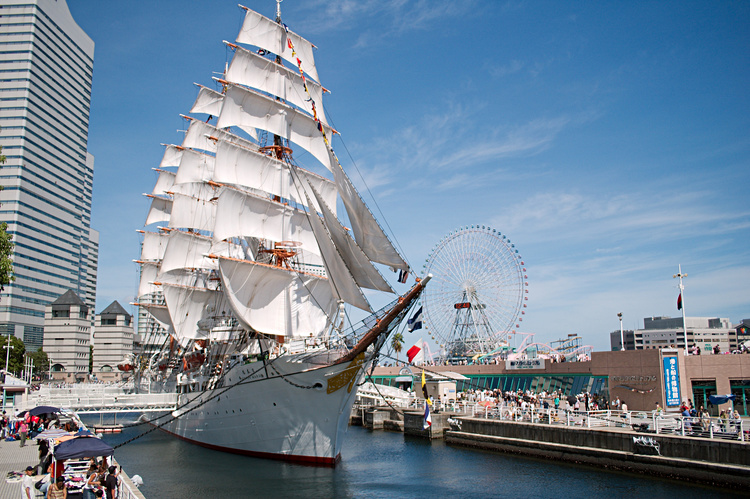
Die Nippon Maru (I) mit angeschlagenen Segeln als Museumsschiff in Yokohama (2007)